# Liban
Pour les articles homonymes, voir Liban (homonymie).
République libanaise
(ar) الجمهورية اللبنانية 
Le Liban (en arabe : لبنان / lubnān), en forme longue la République libanaise, (en arabe : الجمهورية اللبنانية / al-jumhūriyya al-lubnāniyya), est un État du Proche-Orient. En grande partie montagneux, il partage ses frontières avec la Syrie au nord et à l'est sur 376 km, Israël au sud sur 79 km et Chypre à l'ouest, à environ 200 km au large de ses 255 km de côtes dans le bassin Levantin (partie orientale de la mer Méditerranée). Beyrouth est la capitale et la plus grande ville du pays.
La langue officielle est l'arabe. Le français, ayant perdu ce statut, reste tout de même mentionné dans la Constitution : c'est une langue secondaire, toujours employée au niveau officiel, comme sur la monnaie nationale, les panneaux de signalisation et sur les bâtiments officiels, ainsi que dans l'éducation. La monnaie officielle est la livre libanaise,.
La constitution du Liban n'est pas laïque mais multiconfessionnelle : le pays est doté d'un système politique fondé sur une répartition du pouvoir proportionnelle au poids démographique de chaque confession, prise en compte comme communauté constitutive à l'image de l'ancien système ottoman des « nations religieuses » ou « millets ».
Comme entité géopolitique et tel qu'il existe dans ses frontières actuelles, l'État libanais est créé en 1920 sous le nom de « Grand Liban » par la France (le haut commissaire français au Liban est alors le général Gouraud) par adjonction au territoire du moutassarifat du Mont-Liban (entité autonome de l'Empire ottoman) de territoires qui appartenaient aux deux wilayets ottomans de Beyrouth et de Damas. La France avait été alors, à la suite du démantèlement de l'Empire ottoman, mandatée par la Société des Nations pour administrer et organiser certains territoires ex-ottomans.
En 1926, le Liban adopte sa première constitution, devient officiellement une république, prend le nom de « République libanaise » et crée les postes de président de la République et de président du Conseil des ministres.
Son histoire, son système politique et la variété de sa culture, de sa démographie religieuse et de sa géographie en font un pays à part et original au Proche-Orient. Le Liban, au cours des siècles, a fait partie de diverses civilisations. Il est aussi réputé pour sa gastronomie, son histoire et sa musique.
Entre son indépendance et le début de la guerre civile interconfessionnelle qui le ravage de 1975 à 1990, le pays connaît une période de relative prospérité économique et de stabilité politique, permises par la forte croissance des secteurs du tourisme, de l'agriculture, ainsi que des finances et des services (banque, assurances…). Durant cette période, le pays est, de ce fait, considéré comme le « coffre-fort du Levant » et comme la « Suisse du Moyen-Orient », en raison de sa puissance financière.
Immédiatement après la fin de la guerre civile, de grands efforts sont faits pour reconstruire les infrastructures du pays et une économie viable, par le biais d'investissements colossaux de l'État, de l'Arabie saoudite, de l'Union européenne et de quelques pays du golfe Persique. Ainsi, l'indice de développement humain du Liban passe de 0,677 en 1990 à 0,803 en 2008. En outre, au début 2006, le pays atteint un niveau de stabilité relativement élevé et la reconstruction de Beyrouth entre dans sa phase intensive. La capitale est alors connue comme le « Paris du Moyen-Orient ». En 2009, Beyrouth relevée de ses ruines est classée comme « première ville à visiter » par The New York Times. Cependant, la guerre israélo-libanaise de 2006 met un terme à l'afflux touristique et cause des dommages estimés à environ trois milliards de dollars américains, sans compter le ralentissement économique qui s'ensuit. Le Liban reste aussi un pays très inégalitaire, où les 1 % les plus riches détiennent 40 % des richesses.

## Étymologie
Depuis l'Antiquité, le nom « Liban » était utilisé pour désigner la masse montagneuse s'étendant de l'Oronte au nord jusqu'aux limites de la Palestine au sud. Cette masse montagneuse est composée de deux chaînes : la chaîne orientale et la chaîne occidentale. Le nom du pays est mentionné dans des textes de la bibliothèque d'Ebla (2400 av. J.-C.), dans trois des douze tablettes de L'Épopée de Gilgamesh (2100 av. J.-C.), ainsi que dans la Bible, où il est attesté 71 fois,. Les textes ougaritiques (XIIᵉ s. av. JC) en parlent de manière allégorique : « Là, aux hauteurs, dans le Liban, la rosée est transformée en vin par El. »
L'hypothèse la plus soutenue par les spécialistes est que le nom « Liban » provient de la racine phénicienne lbn (𐤋𐤁𐤍) qui signifie « blanc », en référence au manteau neigeux permanent qui recouvre les Monts Liban, un véritable trésor dans cette région aride et déficitaire en eau qu'est le Moyen-Orient mais pourrait aussi faire référence à la couleur de ses roches calcaires blanches,. Jérémie mentionne dans l'Ancien Testament : « La neige du Liban abandonne-t-elle le rocher des champs ? Ou voit-on tarir les eaux qui viennent de loin, fraîches et courantes ? » (Jérémie 18:14).
Une autre explication le dérive du mot al-loubnā qui signifie l'arbre à storax, ou al-loubān qui signifie l'encens, en raison du parfum agréable de ses arbres et de ses forêts.
Selon Pline l'Ancien, cet arbre était abondant au Liban, et les Grecs l'importaient pour la fumigation et ses propriétés médicinales. De même, les Grecs appelaient l'encens libanos (en latin : Libanos) et les rites de fumigation libanomancie (en latin : Libanomancie). Cet arbre a été cultivé en Europe et connu sous le nom d'Aliboufier, qui était utilisé en médecine. Cela pourrait aussi être due à l'odeur des cèdres répandus au Liban.
Le Liban a reçu successivement les noms de « Liban » (vers 2900 av. J.-C.), puis « Phénicie » (vers 1200 av. J.-C.), à cause du commerce de pourpre qui a fait sa grande richesse (φοίνικες / phoinikes, les « hommes pourpres », dérivé de φοῖνιξ / phoinix, rouge-brun) - ce terme fait vraisemblablement moins référence à la couleur de leur peau qu’à celle de la pourpre dont les Phéniciens coloraient leurs étoffes -, puis il a été inclut dans les frontières de la Grande « Syrie » (vers 330 av. J.-C.),, et enfin de nouveau « Liban » au XIXe siècle lors de l'instauration de la moutassarifat du Mont-Liban et de la création de l'État libanais.
Selon certains spécialistes, c'est un des plus anciens toponymes qui subsistent.

## Histoire
Situé en bordure de la mer Méditerranée, le Liban est dès l'époque phénicienne un carrefour culturel et commercial. Tout au long de son histoire et jusqu'à son indépendance en 1943, le pays connaît diverses influences culturelles et dominations politiques : Perses, Assyriens, Macédoniens, Romains, Arméniens, Grecs byzantins, Arabes, Seldjoukides, Mamelouks, Croisés, Turcs et enfin Français. Ces influences expliquent que sur le territoire libanais coexistent des communautés de confessions diverses dès les premiers siècles de l'ère chrétienne. Au Proche-Orient, le Liban présente ainsi un visage original d'État multiconfessionnel, dont le développement est longtemps assuré par un système bancaire parmi les plus performants au monde, ce qui lui vaut, après la Seconde Guerre mondiale, le titre de « Suisse du Proche-Orient ». Néanmoins, le Liban connaît plusieurs guerres civiles et régionales, notamment entre 1975 et 1990 où principalement Israël et la Syrie essaient de tirer profit de la situation intercommunautaire instable en s'ingérant dans les affaires internes du pays.

### Préhistoire
Ksar Akil, situé à 10 kilomètres au nord-est de Beyrouth, est considéré comme étant l'un des plus anciens sites connus contenant des technologies du Paléolithique supérieur. Les résultats des datations au radiocarbone indiquent que les premiers humains ont peut-être vécu sur le site il y a environ 45 000 ans ou plus tôt. La présence d'ornements personnels à Ksar Akil suggère un comportement humain moderne,.
La culture natoufienne fut la première à devenir sédentaire aux alentours de 12 000 ans av. J.-C.
Le Néolithique marque l’apparition de l’agriculture, de l’élevage et des premiers villages sédentaires. Cette période est bien attestée dans la région par plusieurs sites archéologiques, notamment dans la plaine de la Bekaa, les régions côtières et les montagnes. Byblos sur la côte méditerranéenne est l’un des plus anciens sites habités en continu du monde. On y a trouvé des maisons en pierre, des outils en silex, et des objets en os. Parmi les principaux sites néolithiques, on compte ceux de Tell Labwé, Tell Ard Tlaili, Tell Ramad (près de la frontière syrienne) et Beidha (dans la Bekaa). Ksar Akil est également un site important du Néolithique précéramique.

### Antiquité
Le Liban était le territoire des Cananéens et, en résultat de leurs descendants, les Phéniciens, un peuple marin aventureux, rameau du peuple cananéen, qui a dominé pendant des siècles le commerce méditerranéen. Les cités-États phéniciennes les plus importantes étaient Byblos, Sidon et Tyr. Selon la Bible, le roi Hiram de Tyr a collaboré étroitement avec le roi Salomon, fournissant des troncs de cèdre pour le Premier Temple de Jérusalem et envoyant des ouvriers qualifiés. Les Phéniciens sont crédités de l'invention du plus ancien alphabet vérifié, qui a ensuite inspiré l'alphabet grec, puis celui du latin.
L'ADN d'ossements de Cananéens (datant du Néolithique) retrouvés dans des fouilles a été comparé à celui d'un groupe de 99 Libanais habitant Sidon, dans le cadre d'une étude du Wellcome Trust Sanger Institute britannique en 2017,. Les chercheurs en déduisent que « près de 90 % du patrimoine génétique des Libanais d'aujourd'hui [est] celui des Cananéens. (…) Les Cananéens étaient un mélange de personnes établies [à Sidon] dans des fermes depuis le néolithique, [dont l’âge se situe] entre 9 000 et 3 300 ans, et de migrants venus d'Eurasie il y a environ 5 000 ans. »

La civilisation phénicienne a été l’une des plus influentes de la Méditerranée, fondant des comptoirs commerciaux dans toute la région et au-delà. Ses cités-États indépendantes et principalement côtières – Tyr, Byblos et Sidon (au Liban moderne) – comptaient parmi les plus importants centre de commerce de la Méditerranée. Craints et haïs par les Romains, les Phéniciens étaient moins un empire terrestre que des seigneurs des mers, que les compétences de marins et la capacité de voyager en mer ont conduits à initier le commerce mondial. Cette première thalassocratie a fondé des comptoirs et des cités sur tout le pourtour de la Méditerranée, de Chypre jusqu'à Ibiza. Leur colonie la plus importante — et la dernière à être tombé sous domination étrangère — fut Carthage. Certaines théories suggèrent même qu'ils ont traversé les colonnes d'Hercule.

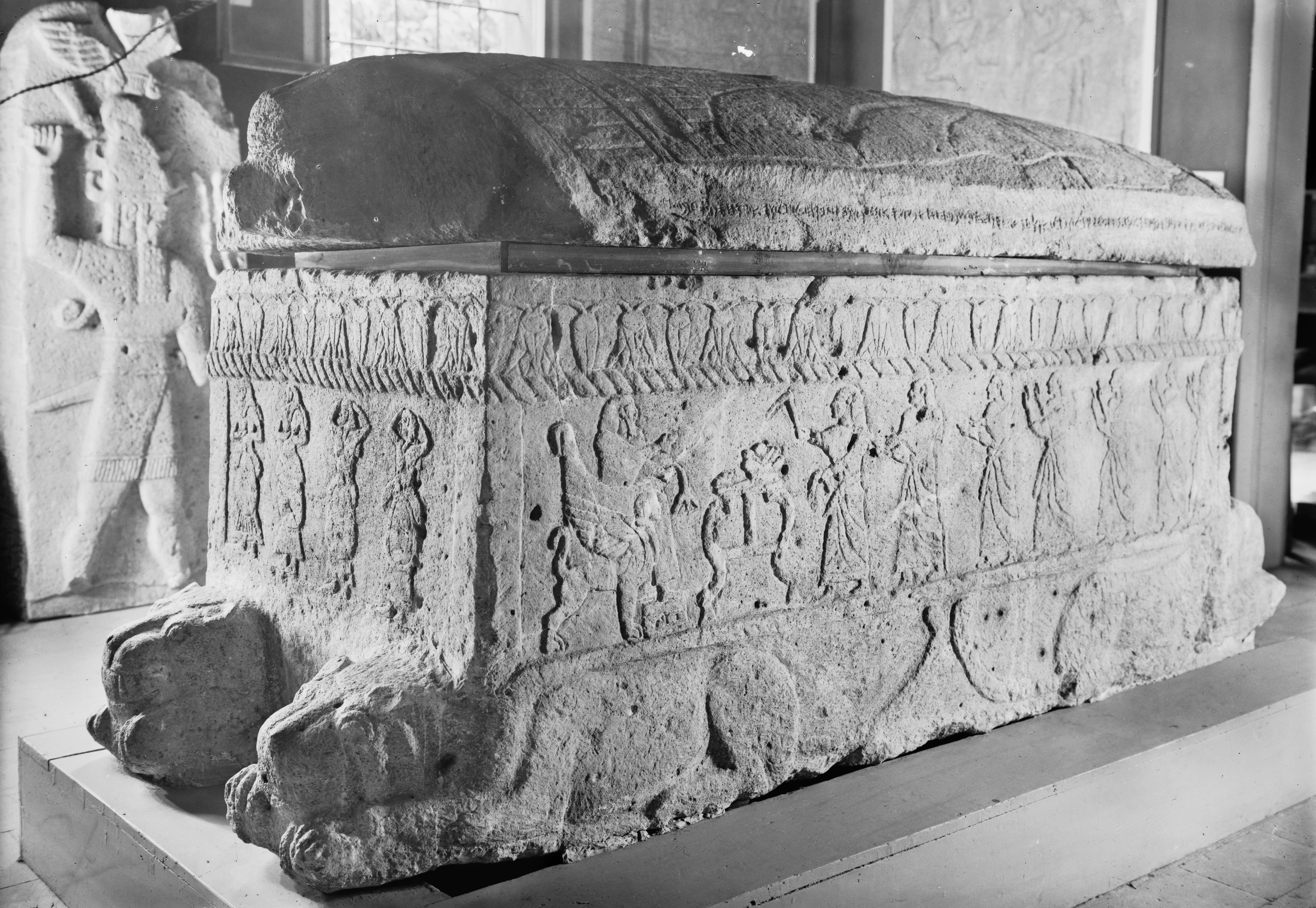
Sarcophage d'Ahiram, roi de Byblos, désormais au Musée national de Beyrouth.

Néanmoins, ce peuple, divisé en cités-États fut rapidement enclin aux convoitises et aux désirs d'expansion des empires voisins. L'Empire néo-assyrien fut le premier à imposer un tribut aux cités phéniciennes. Puis fut le tour de l'Empire néo-babylonien qui fut remplacé en 539 av. J.-C. par l'Empire achéménide. Après 200 ans de domination perse, les Grecs, sous l'égide d'Alexandre le Grand, attaquèrent et assiégèrent Tyr, alors la plus grande ville phénicienne, en 332 av. J.-C., durant sept mois,. La domination de la mer de la cité leurs imposa de relier l'île d'alors au continent.
En 64 av. J.-C., le général romain Pompée annexa la Syrie dans la République romaine et divisa la région en deux provinces: la Syrie et la Phénicie - qui fut constitué par le territoire du futur Liban.
La région qui est aujourd'hui le Liban, tout comme le reste de la Syrie et une grande partie de l'Anatolie, est devenue un centre majeur du proto-christianisme dans l'Empire romain - les noces de Cana et plusieurs miracles de Jésus-Christ y furent même réalisés. À la fin du IVe et au début du Ve siècle, un ermite nommé Maron établit une tradition monastique centrée sur l'importance du monothéisme et de l'ascétisme près de la chaîne de montagnes méditerranéenne connue sous le nom de Mont Liban.
Les moines qui suivirent Maron répandirent ses enseignements parmi les Libanais de la région. Ces chrétiens devinrent connus sous le nom de Maronites et se réfugièrent dans les montagnes pour éviter les persécutions religieuses par les autorités romaines. Lors des fréquentes guerres romano-perses qui durèrent plusieurs siècles, l'Empire sassanide occupa ce qui est aujourd'hui le Liban de 619 à 629.

### Moyen Âge
Le XIIIe siècle, parsemé d'intrigues, de révoltes et d'assassinat, vit le seigneur de Gibelet injurier son suzerain aux portes de Tripoli. La dernière comtesse, Lucie fut déposée en 1288 et Tripoli devint une commune autonome sous le protectorat de Gênes. Les Francs étaient beaucoup plus préoccupés de leurs querelles internes que de la progression des Mamelouks.

### Période ottomane
Au XIXe siècle, le Liban fut pris dans le conflit Empire ottoman-Égypte, auquel se mêlaient les puissances occidentales : le 2 octobre 1839, la flotte anglaise anéantit la ville de Beyrouth.
Les décrets Tanzimat au milieu du XIXe siècle, s’appliquaient également à la région correspondant à l’actuel Liban, alors intégrée à l’Empire ottoman. Toutefois, leur application variait en fonction des dynamiques locales. Au Liban, ces réformes ont transformé l’organisation sociale en remettant en question la prééminence du « rang plutôt que de la religion » comme fondement du pouvoir. Les autorités ottomanes, étrangères et religieuses, notamment l’Église maronite, ont durement réprimé ces nouvelles formes d’organisation locale et de production du savoir fondées sur la différenciation confessionnelle. Cette réaction traduit une nostalgie d’un passé idéalisé où le pouvoir des élites était incontesté. Face à l’impossibilité de rétablir cet ancien ordre, elles ont fini par s’adapter et intégrer le nouveau système à leur avantage. Le mélange entre cette vision nostalgique, les réformes de modernisation des Tanzimat, la violence religieuse et l’instauration de nouvelles structures administratives sectaires a abouti, en 1861, à la création du Mont-Liban en tant que mutasarrifiyya ottomane, un district administratif semi-autonome.

L'Église maronite étant rattachée à Rome depuis ses origines qui remontent au Ve siècle, les maronites ont beaucoup contribué à l'importation de la culture occidentale au Liban. À partir de 1860, ils se sont établis dans les villes où sunnites et Grecs orthodoxes cohabitaient déjà. La culture libanaise s'est ainsi enrichie, au gré du rapprochement géographique des communautés religieuses, des apports de l'immigration et des influences françaises et américaines. La clef de voûte de la culture libanaise a longtemps été le développement de villes cosmopolites et tolérantes[réf. nécessaire].
Entre 1915 et 1918, de 120 000 à 200 000 personnes (soit un tiers de la population) meurent d'une famine provoquée par une invasion de sauterelles, par le blocus imposé au Liban par la Triple-Entente et surtout par le blocus terrestre imposé par Djemal Pacha, le gouverneur ottoman.
Pendant l’occupation ottomane, plusieurs Libanais francophiles ont été pendus sous l’ordre des nationalistes Jeunes-Turcs.
La méfiance des Jeunes-Turcs envers les Libanais a joué un rôle crucial dans la tragédie de la famine de 1915-1918. Ces derniers, perçus comme trop francophiles, étaient vus d'un mauvais œil par le pouvoir ottoman. Enver Pacha, lors de sa visite au Liban en février 1916, aurait même déclaré :
« Nous avons détruit les Arméniens par le fer, nous détruirons les Libanais par la faim ».

La statue des Martyrs au centre-ville de Beyrouth.

### Période de mandature française
En 1920 au sortir de la Grande Guerre, les Français ont administré le Liban via une mandature de la Société des Nations (SdN). Le mandat français a fusionné le mont Liban, autrefois ottoman, avec les régions voisines afin de tracer les frontières de l'État-nation libanais contemporain. Au cours des deux décennies suivantes, les autorités mandataires et les élites locales ont renforcé les divisions confessionnelles héritées de la fin du XIXe siècle et les ont ancrées dans les institutions politiques, économiques, culturelles et sociales du Liban, influençant ainsi profondément la vie quotidienne. Dix-huit confessions ont été officiellement reconnues : alaouite, catholique arménienne, orthodoxe arménienne, assyrienne, catholique chaldéenne, copte orthodoxe, druze, catholique grecque, orthodoxe grecque, ismaélienne, juive, catholique romaine, maronite, protestante, sunnite, chiite, catholique syriaque et orthodoxe syriaque.

### Période de l'indépendance à aujourd'hui

#### XXesiècle
Le pays déclare son indépendance le 22 novembre 1943, en gardant les frontières du Grand Liban de 1926, après des manifestations durant plusieurs mois, dont émergent notamment les figures de Béchara el-Khoury et Riad El Solh et l'idée d'un Pacte national qui vise à consacrer un fonctionnement communautaire du système politique, où notamment la présidence de la République serait laissée aux chrétiens, et le poste de Premier ministre aux musulmans.
Présenté pendant les années 1950 à 1970 comme la « Suisse du Moyen-Orient », du fait de la présence de nombreuses banques notamment, le Liban connaît alors un fort développement de son économie, de ses infrastructures et de son État, particulièrement sous les présidences de Camille Chamoun et Fouad Chéhab.
Mais dans le même temps, le pays est confronté à ses propres tensions sociales, communautaires, et aux effets de la création d'Israël. Celle-ci provoque dès 1948 l'afflux de 120 000 Palestiniens. Le Liban est dès lors graduellement impliqué dans le conflit israélo-palestinien, à plus forte raison à partir des Accords du Caire de 1969 et après Septembre noir (1970-1971). Ces accords sont souvent présentés comme un basculement qui ouvre la voie à la longue guerre civile (1975-1990) où se mêlent aspects politiques, religieux et quasi mafieux. La guerre civile libanaise de 1975 à 1990 a été marquée par des alliances et des contre-alliances complexes et mouvantes, où les chrétiens ont combattu d'autres chrétiens et les musulmans ont affronté d'autres musulmans pour des raisons allant de l'idéologie aux intérêts financiers liés au contrôle des zones par les milices. Les armées israélienne, américaine, française et syrienne ont également pris part à ce conflit. Cependant, malgré cette complexité, l'imaginaire et la mémoire collective tendent à simplifier ces guerres en les réduisant à un affrontement sectaire entre chrétiens et musulmans. En 1982, le pays est envahi par Israël lors de l'opération Paix en Galilée.
L'accord de Taëf, signé en 1989, met officiellement fin à la guerre civile et inaugure la Deuxième République Libanaise. Néanmoins, la situation post guerre civile n'en reste pas moins violente. Des assassinats politiques ont accompagné la mise en oeurvre de l'accord de paix. En 1996, Israël lance l'opération "Les raisins de la colère" (Grape of Wraith en anglais) au Liban. Un quart du territoire libanais est resté sous occupation de l'armée israélienne jusqu'en 2000.

#### XXIesiècle
En 2005, la Deuxième république libanaise s'appuie sur une classe politique d'anciens « seigneurs de la guerre » et connaît une grande instabilité de ses trois pouvoirs qui lui fait traverser de nombreuses crises politiques (notamment la crise de 2008, ou en 2014-2016 avant l'élection du président Michel Aoun). Dans le même temps, le pays reste confronté à des enjeux régionaux de taille, que ce soit la confrontation avec Israël (conflit israélo-libanais de 2006) ou bien le conflit syrien.
En 2007, l'armée libanaise a mené une campagne militaire contre Fatah al-Islam, un groupe militant islamiste. Cette opération s'est prolongée sur plusieurs mois, au cours desquels l'armée a assiégé et bombardé le camp de réfugiés palestiniens de Nahr el-Bared, dont les militants avaient pris le contrôle. La majorité des réfugiés ont été déplacés et traumatisés par ces affrontements. On estime que plus de 500 soldats, militants et civils ont perdu la vie durant cette période.
Depuis 2012, la vie politique, sociale et économique du Liban a été profondément influencée par la guerre en Syrie. De 2014 à 2017, l'armée libanaise et ses alliés ont mené une guerre contre l'État islamique (ISIS) et le Front al-Nosra.

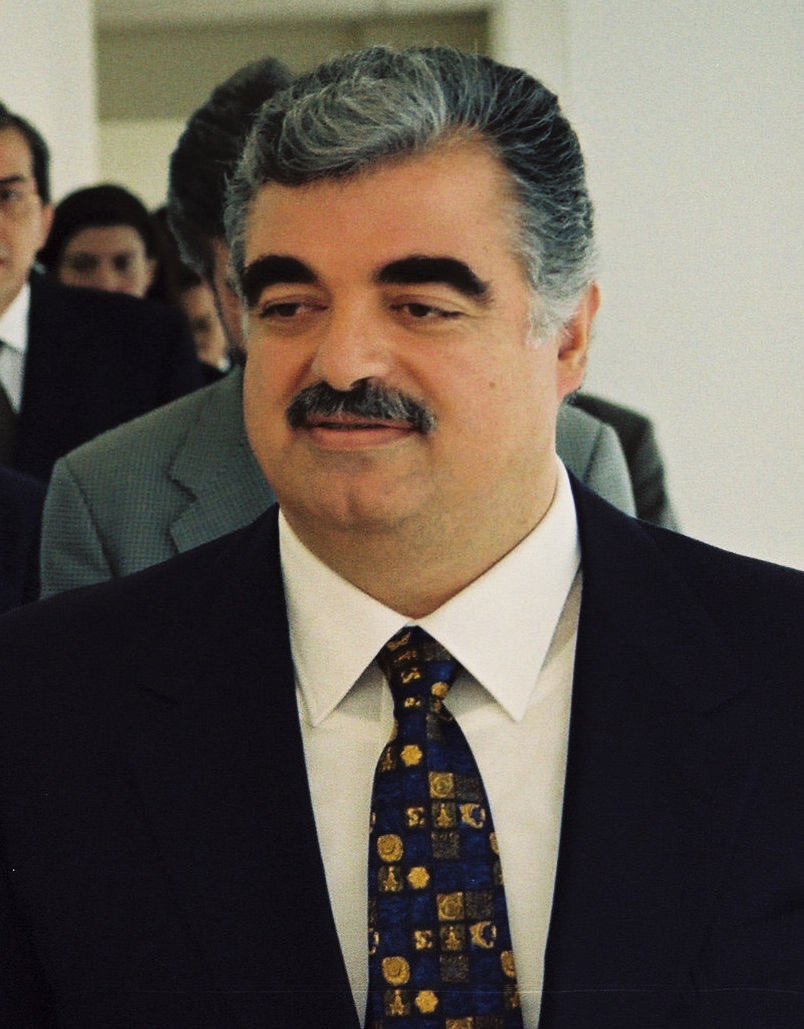
Rafik Hariri, premier ministre du Liban (2000-2004).

Le 4 août 2020, deux violentes explosions surviennent dans le port de Beyrouth, faisant plus de deux cents morts et 6 500 blessés et faisant perdre leur logement à au moins 300 000 habitants. Ces explosions détruisent l'intégralité du port de Beyrouth, par lequel transitaient 70 % des importations du Liban[réf. nécessaire]. Des quartiers entiers ont été détruits. Le 8 août, le premier ministre propose des élections anticipées. Le 10 août 2020, le gouvernement de Hassan Diab démissionne sous la pression de la population. Un an plus tard, la situation n'a guère évolué dans certaines parties de la ville[réf. nécessaire].
Le Liban subit depuis 2018 une crise économique d'une ampleur telle qu'elle est considérée par la Banque mondiale comme la pire au monde depuis 1850. Ainsi, à partir du 17 octobre 2019 se développe un mouvement de manifestations, appelé souvent « thaoura » visant à refonder le système politique et économique. Plus de 80 % de la population vit en dessous du seuil de pauvreté en 2022, la livre libanaise a perdu 95 % de sa valeur en trois ans, et le PIB a diminué de 6,7 % en 2019, de 20,3 % en 2020 et de 9,5 % en 2021,.
Dans le cadre de la guerre de Gaza qui commence en octobre 2023, le Hezbollah annonce qu'il soutient le Hamas jusqu'à l'obtention d'un cessez-le-feu à Gaza. Des affrontements frontaliers entre Israël et le Hezbollah ont lieu ; ils deviennent particulièrement meurtriers au Liban à partir de septembre 2024.

## Politique

### Régime politique
Le Liban est une démocratie parlementaire. Son fonctionnement est confessionnel. Le fonctionnement institutionnel est régi par la constitution du 23 mai 1926 et la pratique (non écrite) du Pacte national, qui a été modifiée six fois depuis, la modification la plus importante étant l'accord de Taëf qui réorganise le partage du pouvoir entre les différentes communautés religieuses. On peut définir le principe de l’État confessionnel comme « une représentation proportionnelle des différentes communautés religieuses et des églises dans la sphère politique (législative et exécutive), un pouvoir de veto mutuel des différentes communautés sur les questions essentielles et une autonomie communautaire des différents groupes quant à certains domaines (droit de la famille, éducation, santé et organisation sociale et culturelle) ».
Jusqu'en 1975, l'ONG Freedom House considérait le Liban comme un des deux seuls pays du Moyen-Orient et de l'Afrique du Nord (avec Israël) à être un pays libre. Le pays perdit ce statut au cours de sa guerre civile (1975-1990) et ne l'a jamais regagné depuis. En 2020, le Liban est considéré comme « un pays partiellement libre ».
La Constitution énonce que le Président, usuellement un chrétien maronite, est élu par le Parlement (Majlis Al Nuwab ou Chambre des députés) à la majorité des deux-tiers et pour six ans. Il n'est pas directement rééligible (sauf si l'article 49 de la Constitution venait à être modifié). Par l'accord de Taëf, ses pouvoirs ont été réduits au profit du Conseil des ministres réunis. Le Premier ministre doit être musulman sunnite et il est responsable devant les députés ainsi que le président de l'Assemblée nationale, qui, lui, doit être musulman chiite. Le vice-Premier ministre et le porte-parole du gouvernement sont des chrétiens orthodoxes. L'Assemblée nationale comporte 128 sièges, répartis entre chrétiens et musulmans, qui sont élus au suffrage universel direct selon un système électoral complexe et « segmenté par la religion ». C'est le confessionnalisme, dont la Constitution prévoit l'abolition « suivant un plan par étapes ».
Dans ses mémoires, le président français Jacques Chirac a admis avoir proposé à Damas cinq noms pour que la Syrie choisisse l'un d'eux comme chef de l'État libanais : ce fut, en 1998, Émile Lahoud. Ceci illustre, au travers de la diplomatie, l'influence des deux puissances sur le Liban.
À côté de ce système confessionnel, le Liban est dirigé par une puissante oligarchie, largement décriée comme corrompue, qui contrôle toutes les affaires, aux liens étroits et se confondant avec le pouvoir politique et économique. Néanmoins, dans une région aux régimes autoritaires, le Liban a été longtemps considéré par certains politologues comme étant la "seule véritable exception démocratique" du Moyen-Orient,.

### Classe politique
Les composantes de la classe politique libanaise sont étroitement liées aux influences régionales qui profitent de la porosité et des divisions confessionnelles du Liban. Les dirigeants libanais sont issus de grandes familles qui règnent depuis des décennies sur la scène politique libanaise, et qui tiendraient plus à leurs alliances à l'extérieur qu'à leurs positionnements programmatiques. La division en deux camps est avant tout celle des élites engagées dans une lutte effrénée pour le pouvoir et les avantages qu'il procure.
La classe politique libanaise est divisée principalement entre l'Alliance du 14-Mars et la majorité présidée par Saad Hariri. L'Alliance du 14 mars représente la minorité parlementaire appuyée par l'Occident ; elle comprend le Courant du futur, dirigé par le député sunnite Saad Hariri, le parti des Forces libanaises dirigé par Samir Geagea, chrétien maronite, ainsi que les Phalanges libanaises (Kataeb) dirigées par Amine Gemayel, chrétien maronite. La majorité actuelle est regroupée autour du Bloc du changement et de la réforme (10 ministres et 27 députés) présidé par le général chrétien Michel Aoun, du tandem chiite Hezbollah-Amal (six ministres et 28 députés) et de la coalition Mikati-Sleiman-Joumblatt (douze ministres et autant de députés). Le Bloc aouniste et le tandem chiite constituent, avec quelques autres partis, ce que les médias nationaux appellent communément le « Mouvement du 8 Mars », en référence à une manifestation du Hezbollah en 2005.

### Tensions entre les communautés

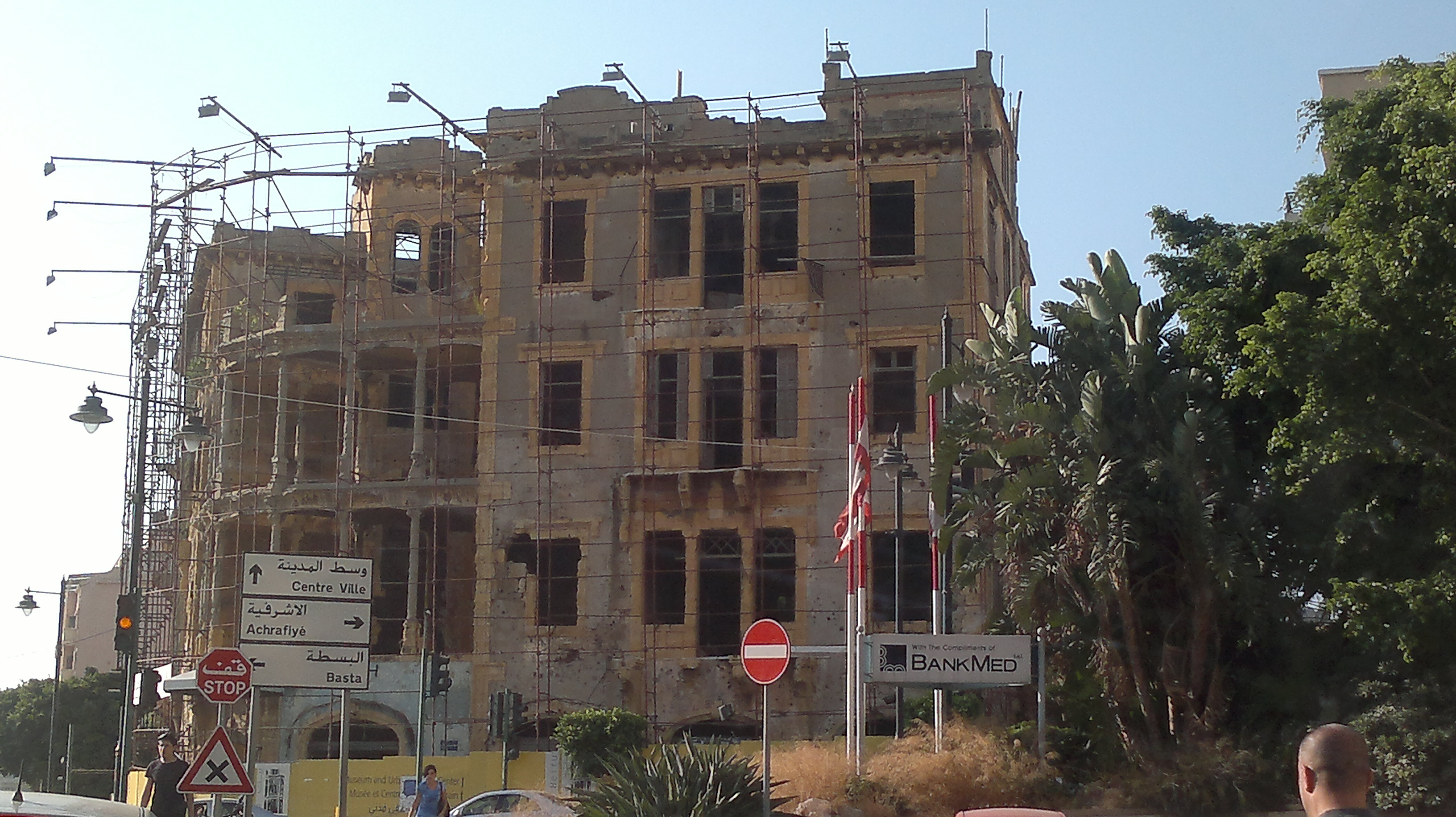
Un immeuble détruit pendant la guerre civile.

Le Liban est composé d'une dizaine de communautés religieuses et les tensions entre les communautés ont marqué l'histoire du Liban contemporain.

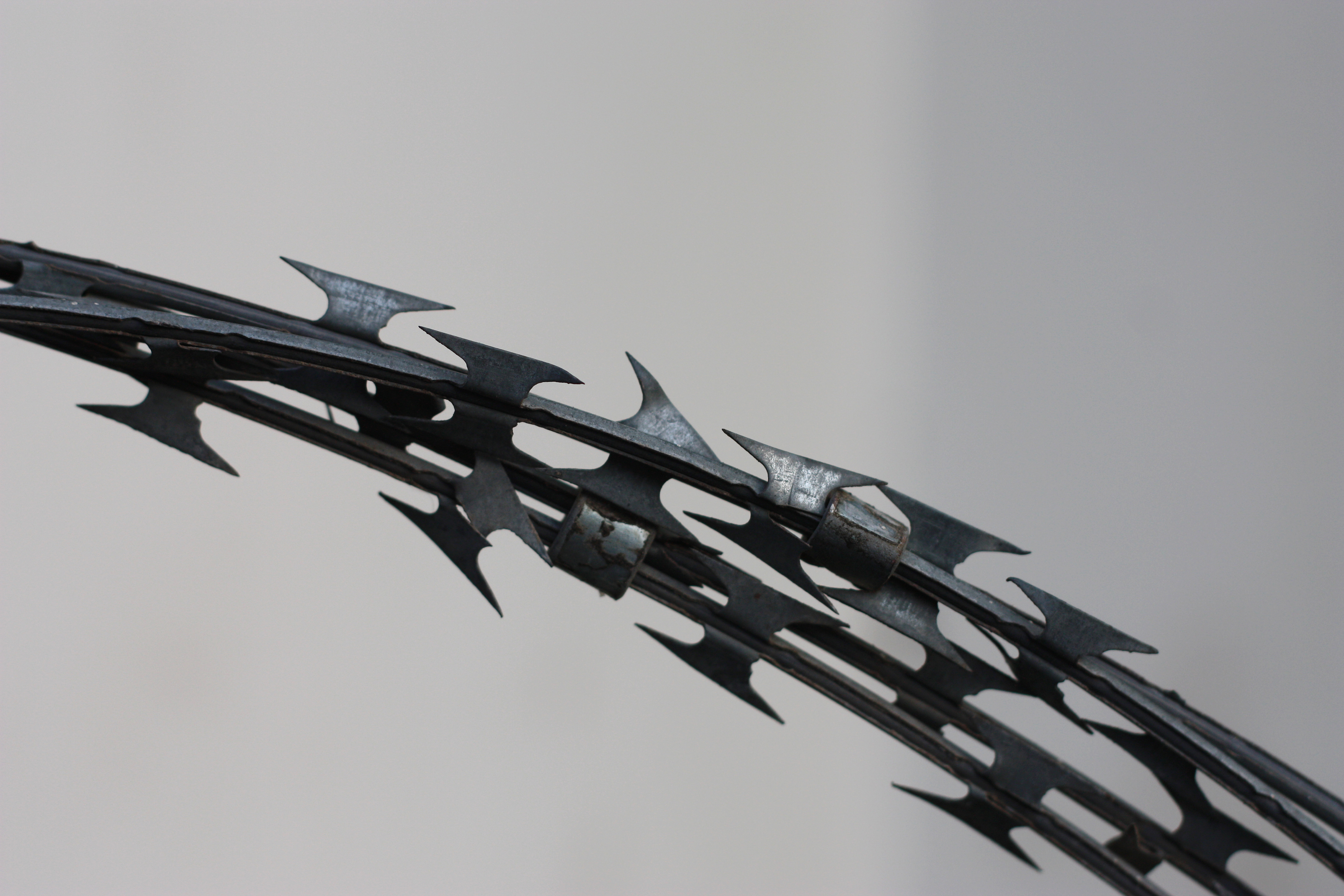
Barbelés dans une rue de Beyrouth.

Depuis l'indépendance de 1943, le fonctionnement de la vie politique libanaise repose sur le Pacte national de 1943, un compromis communautaire non écrit entre les trois communautés majoritaires : sunnites, chiites et maronites. Les sunnites acceptent l'indépendance du Liban et ne cherchent pas à unifier le pays avec la Syrie. Les maronites reconnaissent le caractère arabe du pays et ne demandent plus l'aide des pays occidentaux. Les plus hautes fonctions de l'État sont réparties entre les communautés : les maronites obtiennent la présidence de la République et de ce fait le commandement de l'Armée, les sunnites obtiennent le poste de premier ministre et les chiites, le poste de président de l'Assemblée nationale.
La question de la naturalisation des réfugiés palestiniens est aussi une source de tensions intercommunautaires. Les 455 000 réfugiés palestiniens sont regroupés dans une quarantaine de camps. Les réfugiés attendent le droit au retour en Palestine ou une naturalisation, ainsi qu'une amélioration de leurs conditions de vie. La naturalisation des réfugiés créerait un changement démographique très important dans un pays de 4 millions d'habitants. Les réfugiés sont en grande partie sunnites et les chrétiens et musulmans chiites s'opposent à leur naturalisation craignant d'être affaiblis, tandis que les sunnites y sont favorables et défendent la « cause » palestinienne. L'intégration des réfugiés dans l'économie libanaise inquiète aussi les Libanais, le taux de chômage et la dette étant déjà élevés. C'est de cette divergence d'intérêts que naît en 1975 la guerre du Liban qui déchire le pays pendant 17 ans. Pendant la guerre civile, le parti chiite représenté par le mouvement Amal se scinde en deux avec la création du Hezbollah, défendant notamment le droit au retour des Palestiniens.
Le nouvel afflux massif (1,5 million de personnes) de réfugiés, majoritairement sunnites, venus de Syrie depuis le début de la guerre civile syrienne en 2011, vient doubler ces tensions, en particulier dans la ville de Tripoli avec des affrontements armés entre sunnites libanais et alaouites libanais.
Dès le début des années 1980, le Liban du Sud est envahi par l'armée israélienne (opération Litani) dans le but de miner l'assise territoriale de l'Organisation de libération de la Palestine. Les chiites qui sont majoritaires dans cette région, sont les principales victimes de l'occupation et des conflits. Or, l'État libanais les a longtemps laissés en marge du développement et n'a pas cherché à les protéger de cette occupation, l'essentiel du pouvoir étant partagé entre les chrétiens et les sunnites en vertu du Pacte national de 1943. L'histoire d'un chiite du Sud est radicalement différente de celle d'un chrétien ou d'un sunnite du Nord du Liban. Israël est un acteur central dans l'histoire de la communauté chiite du Sud-Liban. Ainsi, dès le début des années 1980, les chiites adoptent une conscience politique qui leur est propre : la lutte contre le manque de développement, incarnée par le parti Amal, et la lutte pour la résistance à Israël, incarnée par le Hezbollah . Par ailleurs, le Courant patriotique libre, un parti chrétien, a signé un protocole d'entente mutuelle avec le Hezbollah le 6 février 2006.
Toutefois, l'armement militaire du Hezbollah et celui de plus faible envergure d'Amal suscitent les craintes de l'Alliance du 14-Mars, regroupant une majorité des musulmans sunnites et une partie des druzes et des chrétiens. Ces tensions se sont manifestées pendant les incidents du 7 mai 2008 qui ont opposé d'une part le Hezbollah, Amal et le Parti social nationaliste syrien (PSNS), et d'autre part des milices sunnites de Beyrouth, majoritairement partisanes du Courant du futur, et la milice druze de Walid Joumblatt. Le Hezbollah justifie son armement par la nécessité de pouvoir riposter aux attaques israéliennes contre le Liban, faire pression pour demander le retrait israélien du secteur des fermes de Chebaa, le retour des Libanais prisonniers en Israël et le droit au retour des réfugiés palestiniens. Les partisans du désarmement du Hezbollah craignent qu'il importe d'Iran au Liban l'idéologie islamique de la révolution iranienne pour former un croissant chiite dans la région, tel que revendiqué par le Hezbollah lors de sa création. Depuis 2009, cette revendication ne figure plus dans la charte politique du Hezbollah. Téhéran ne revendique toutefois qu'une partie de ce soutien et compare ses relations avec le Hezbollah à celles qu'entretiennent les États-Unis avec Israël et les partis pro-occidentaux. Aujourd'hui, le Hezbollah se démarque de sa filiation originelle, et affirme qu’il s’est « libanisé » puisqu’il se veut coopératif avec l’ensemble des institutions libanaises[réf. souhaitée].
Par ailleurs, la composition de la diaspora libanaise dans le monde met en corrélation la destination et la religion : les chrétiens ont majoritairement émigré vers l'Europe, les États-Unis ou le Brésil, les musulmans se regroupant plutôt en Afrique, et notamment en Afrique de l'Ouest. En revanche, tous se retrouvent dans les pays du Golfe. Quant à l'influence politique des émigrés dans leur pays d'accueil, elle est contrastée : au Brésil les descendants de Libanais occupent de nombreux postes politiques très haut placés.
Si les tensions entre communautés prennent des formes extrêmes, c'est en partie parce que les traditions locales n'offrent pas des régulateurs, ou des médiateurs, reconnus par tous. Aussi, nombre de personnalités politiques encouragent le dialogue inter-religieux, en mettant en avant la figure de la Vierge Marie, personnalité majeure chez les chrétiens comme chez les musulmans : « La Vierge est pour tout le monde », dit-on en ces pays. Les factions en présence utilisent cette figure aussi bien dans leur intérêt — en collant des images de la Vierge sur leurs obus, par exemple —, ou pour promouvoir le dialogue, le vivre ensemble, thèmes qui deviennent des causes nationales. Cette approche correspond bien à l'effort d'équilibre de gouvernance entre religions, et le gouvernement n'hésite pas à prendre en charge les infrastructures pour développer les pèlerinages, comme vers Béchouate pour Notre-Dame de Béchouate ou vers Harissa pour Notre-Dame du Liban.

### Forces militaires
Les Forces armées libanaises comprennent 72 000 soldats dont 1 100 dans les forces aériennes et 1 100 dans les forces navales.
Les principales missions de l'armée sont la défense du pays et de sa population contre les agressions extérieures, maintenir la stabilité et la sécurité intérieure, se confronter aux menaces visant les intérêts vitaux du pays, s'engager dans des activités sociales et assurer la coordinations entre les institutions humanitaires publiques et privées.
Le Liban est l'un des principaux bénéficiaires d'aides financières étrangères pour son armée. Depuis 2005, recevant 500 millions de dollars, l'armée libanaise est la deuxième armée la plus subventionnée derrière Israël par les États-Unis,.

### Symboles
Originaire du pays, on trouve le cèdre à partir de 1 500 m d'altitude dans l’étage montagnard de végétation du Mont-Liban.

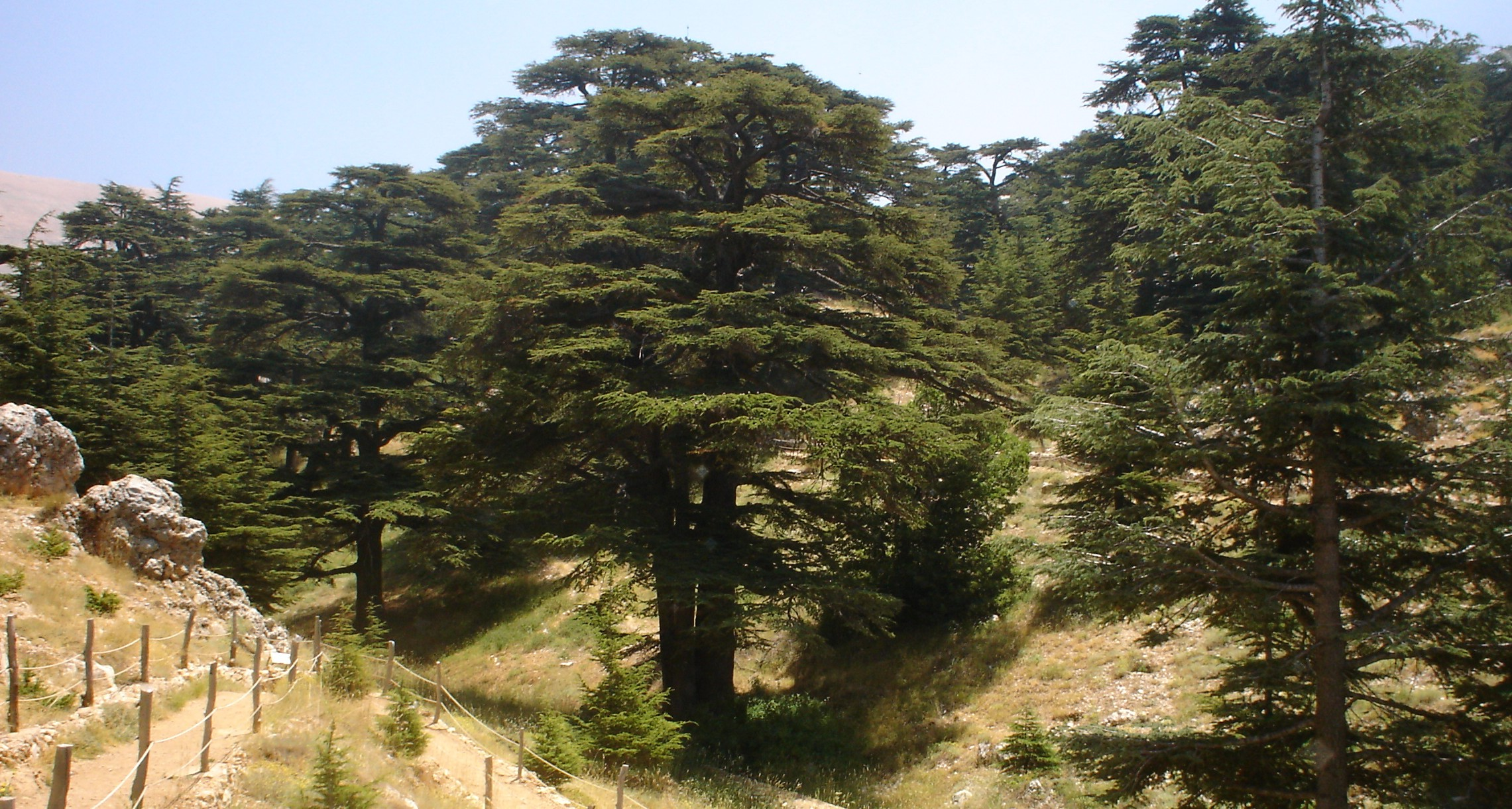
Forêt des cèdres de Bcharré, Liban.

Les forêts de Cèdres du Liban, ont été largement exploitées depuis l'antiquité pour les constructions des monuments sacrés (premier et second temple de Jérusalem). Le bois de cèdre, de par sa nature imputrescible et résistante, a également servi à la confection de sarcophages et de tombeaux. Lors de la période d'occupation par les Romains, l'exploitation de ces arbres millénaire faisait l'objet d'un monopole impérial du fait de son importance dans la construction navale.

Place des Martyrs, Beyrouth (1970)

Certaines sources historiques, attestent que les forêts de cèdres au Liban commençaient à disparaître au VIe siècle à l’époque de Justinien Ier. Il  est considéré comme un arbre sacré, et il est mentionné dans les trois grandes religions monothéistes (Islam, judaïsme et christianisme) : « Les arbres de l’Éternel se rassasient, les cèdres du Liban qu'il a plantés » (104:16).
Le drapeau du pays est composé de trois bandes horizontales : deux rouges sur les parties supérieure et inférieure et une blanche au milieu faisant le double d'une rouge et frappé en son centre d'un cèdre vert. La forme actuelle du drapeau date de 1943. Selon le programme scolaire officiel d'instruction civique, les bandes rouges représentent le prix du sang pour l'indépendance et la bande blanche représente la neige qui recouvre les montagnes du Liban ainsi que la pureté et la paix.

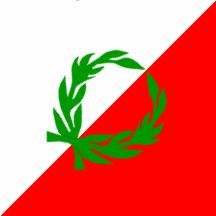
Drapeau des émirs Maanides (1119-1697).
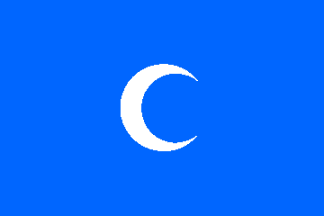
Drapeau des émirs Chehabistes (1697-1842).
Drapeau du Mont Liban (1842-1920).
État du Grand Liban (1920-1943).
République libanaise (depuis 1943).

## Géographie

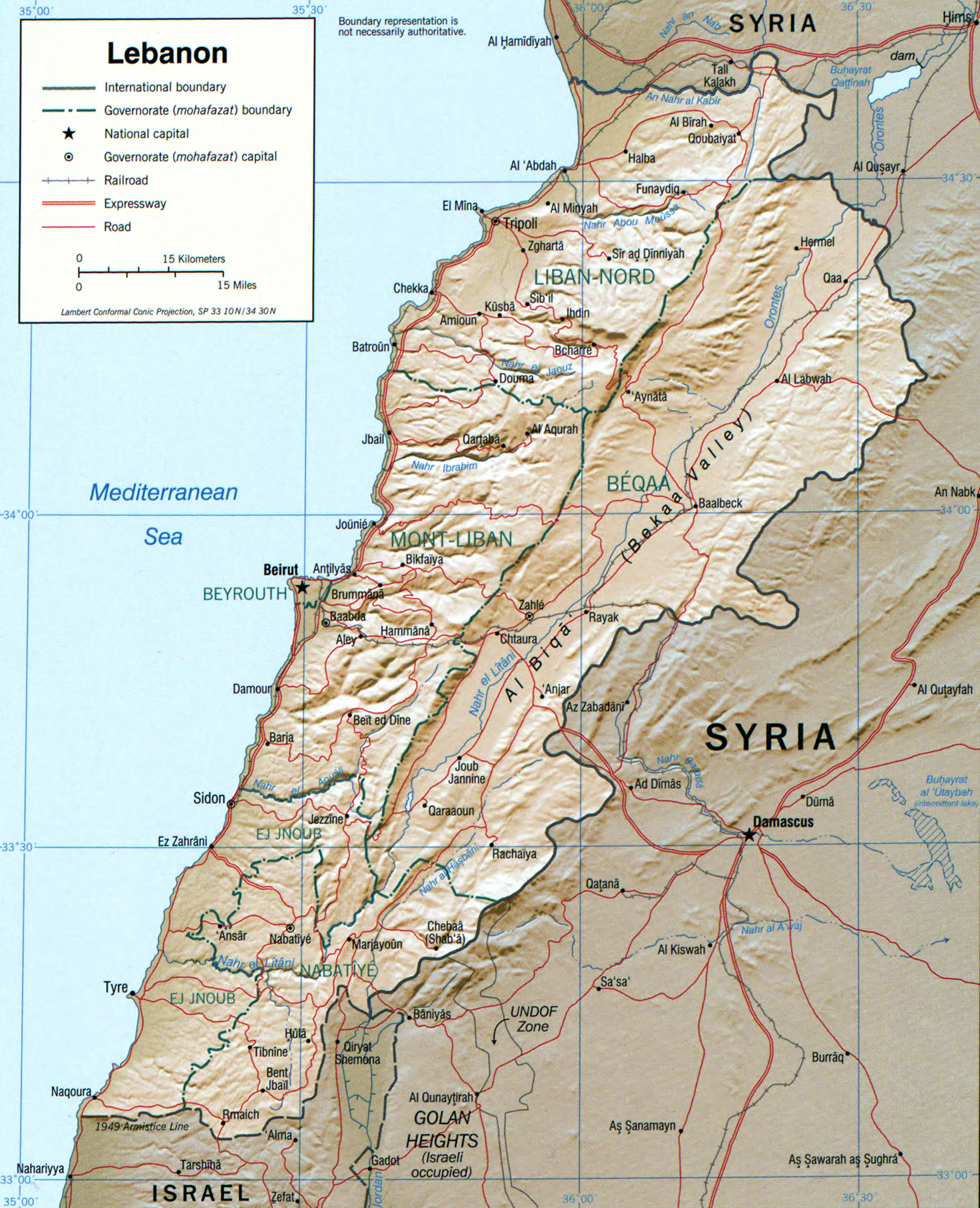
Carte du Liban (CIA 2002).

Le Liban, pays du Levant (Proche-Orient), est une étroite bande de terre bordée par la mer Méditerranée sur 240 km de côtes. Long de 250 km et large de 25 à 60 km, il a une frontière avec la Syrie sur 376 km et avec Israël, au Sud, sur 79 km. Sa superficie est officiellement de 10 452 km2, bien que cette mesure, qui revêt une symbolique politique importante au Liban, soit techniquement sujette à débat.

### Relief
Le relief est très varié : sur les 60 km de largeur du pays, le relief va de 3 089 m d'altitude jusqu'au niveau de la mer. La montagne occupe la plus grande partie du territoire.
On distingue, d'ouest en est, quatre zones successives, orientées parallèlement au rivage :
- l'étroite plaine côtière alluviale, limitée par une côte coupée de promontoires rocheux favorables à l'installation de ports ;
- le massif du mont Liban (Jabal Lubnan) s'incline lentement vers le sud jusqu'aux monts Galilée et culmine à 3 089 mètres au Qurnat as Sawda'. Des rivières creusent des gorges profondes dans la montagne. Le versant occidental est couvert de forêts de pins et de cèdres ;
- la haute plaine intérieure de la Bekaa, à une altitude moyenne de 900 mètres, bien irriguée en son centre et en son sud, était le grenier de la région pendant l'Antiquité. Le fleuve Oronte se dirige vers le nord et le Litani y coule en direction du sud ;
- le massif de l'Anti-Liban, plateau semi-aride culminant à 2 300 mètres d'altitude, est prolongé au sud par le mont Hermon et constitue une frontière naturelle avec la Syrie.

### Climat

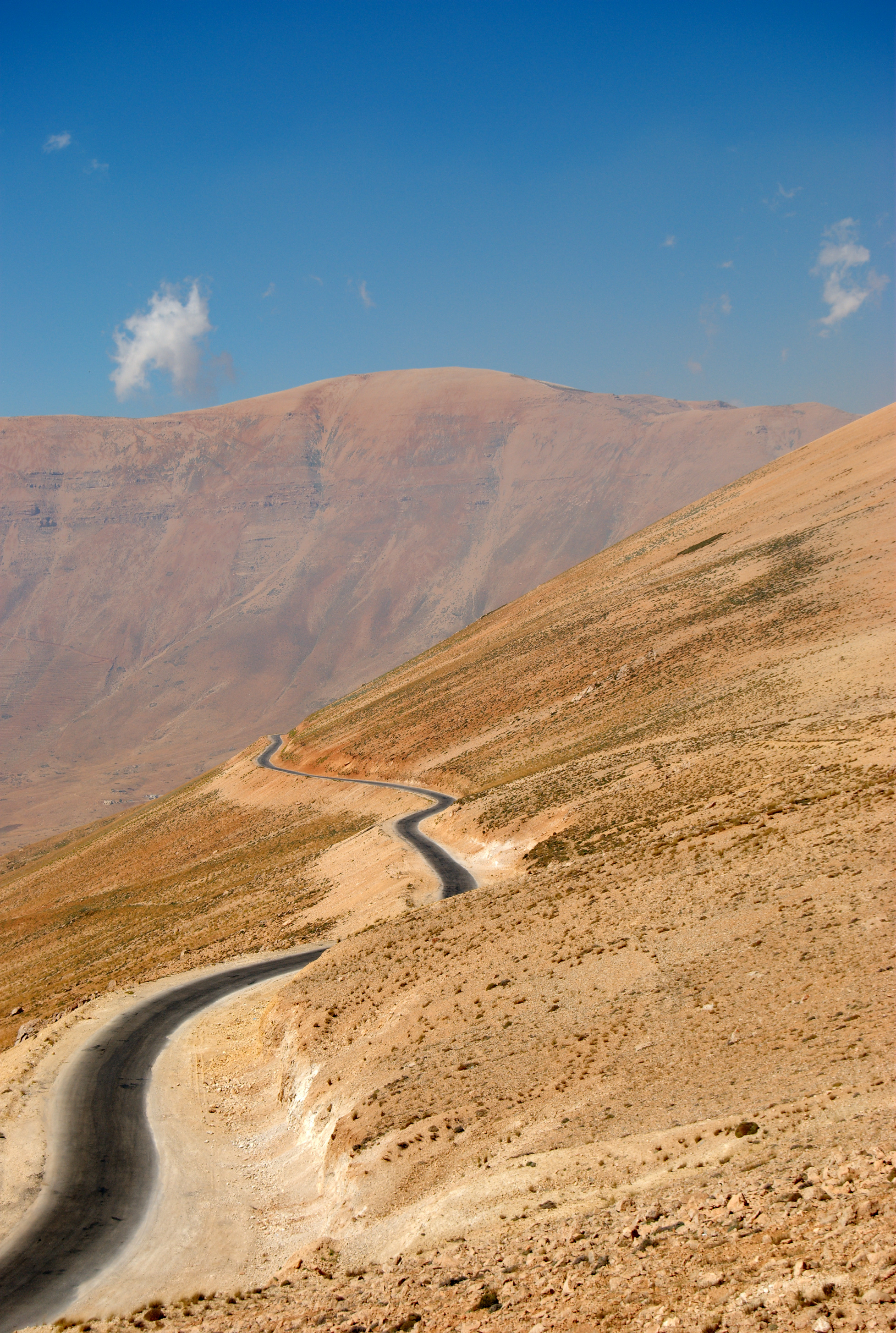
Montagnes au Liban, près du plus haut sommet du centre-est. Photographie prise depuis le col d'Aïnata (2590 m) entre Baalbek à Bcharre.

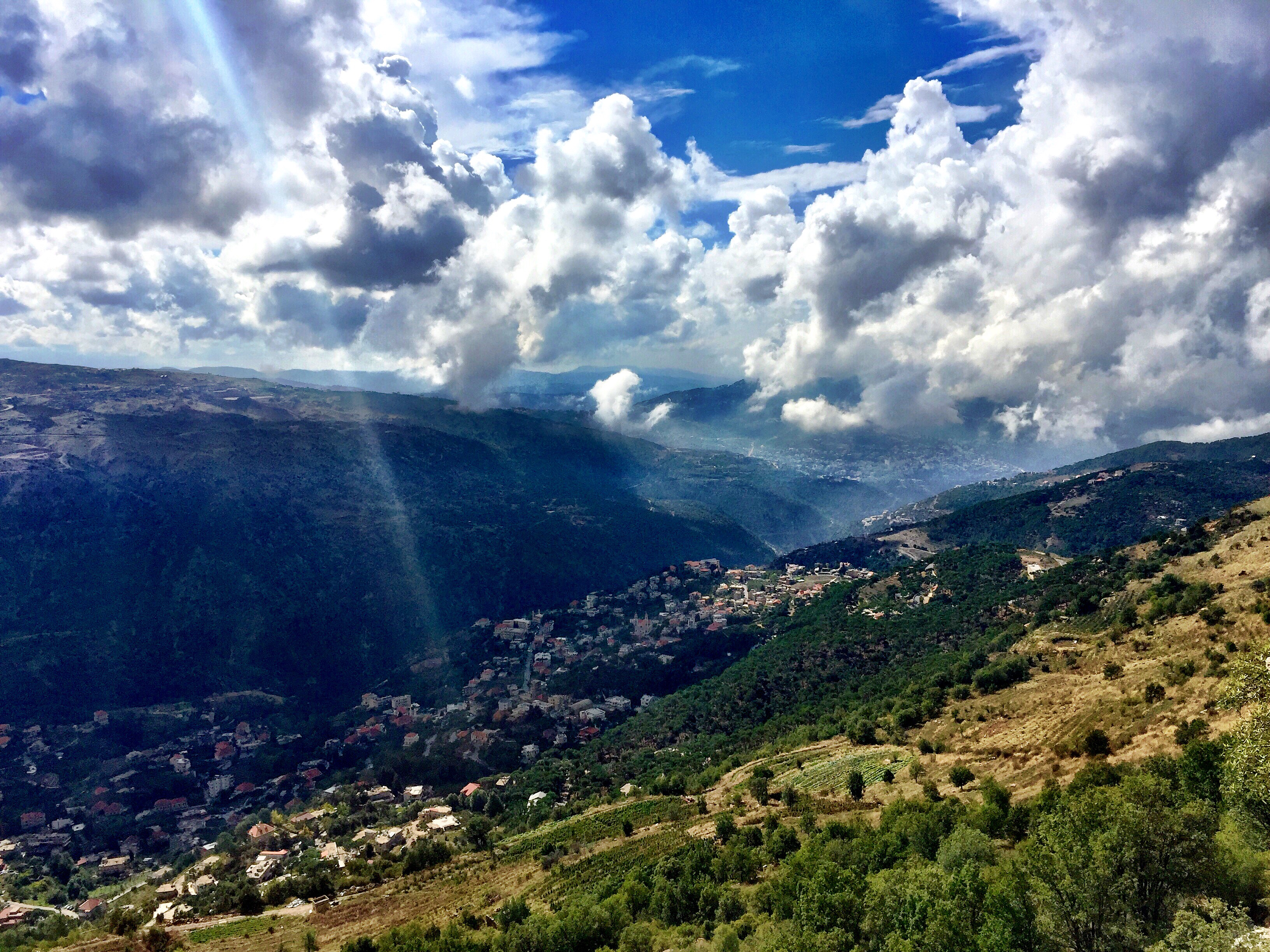
Qanat Bekish, village du Mont-Liban s'élevant à plus de 2000 m. Il se trouve à environ 30 kilomètres au Nord-Est de Beyrouth.

Carte climatique du Liban

Le climat est de type tempéré méditerranéen (Csa suivant la classification de Köppen) doux à chaud et plus humide sur la côte, plus rude dans les montagnes et plus sec par effet de foehn sur le versant nord-est des monts du Liban dans la plaine de la Békaa. Le massif de l'Anti-Liban est semi-aride et balayé en mars par le Khamsin un vent brûlant et sablonneux du désert, venu de Syrie.
Étant donné la diversité topographique du Liban, le climat varie considérablement d'une région à l'autre et l'amplitude thermique est importante selon l'altitude. En montagne, les températures moyennes sont de 20 °C en été et proches de −3 °C en hiver avec une abondance de chutes de neige généralement au-dessus de 1 000 m. Les températures maximales dépassent 30 °C  (Tmp) sur la plaine côtière en été.
Le piémont des monts du Liban est planté de cyprès et de cèdres.
Les précipitations sont rares de juin à août. La saison des pluies se situe d'octobre à mars. Les pluies peuvent être diluviennes par effet orographique, un record de 262,9 mm ayant été atteint à Beyrouth en décembre 1995. La moyenne annuelle des précipitations est de unité|621 mm à Beyrouth et de 809 mm à Tripoli.
Les saisons les plus agréables sont d'avril à juin et de septembre à novembre.
La température de la mer varie d'environ 28 °C en été à environ 16 °C en hiver.

### Géographie humaine

#### Subdivisions
Depuis 2017, le Liban est divisé en neuf mohafazat (gouvernorats), elles-mêmes constituées de 25 cada'a ou cazas (districts), eux-mêmes divisés en baladia (municipalités). En 2016, on comptait 1 029 municipalités.

## Économie
La population urbaine au Liban se fait remarquer pour son esprit d'entrepreneuriat commercial. L'émigration a créé une importante diaspora libanaise qui compte entre 8 et 14 millions de personnes hors du Liban en 2015. L'envoi de devises des Libanais de l'étranger au pays avoisine les 8,2 milliards dollars et compte pour 1/5e des rentrées de devises du pays en 2009.
Sur la côte, on cultive les agrumes ; sur les pentes en terrasse des montagnes (Mont Liban…) poussent des arbres fruitiers, de la vigne, des forêts de pins. La Bekaa est le domaine des cultures irriguées. À la suite des coupes excessives, la garrigue et le pâture ont supplanté les forêts de cèdres.
Quinze années de guerre (1975-1990) ont ruiné le pays, qui doit importer 85 % des produits de première nécessité, vit d'une économie souterraine et doit supporter le fardeau d'une dette et d'un déficit budgétaire considérables.
La guerre de juillet 2006 a eu de lourdes conséquences sur l'économie libanaise, dont tous les chiffres ont dû être revus à la baisse. Le coût de la guerre et de la reconstruction a augmenté l'endettement du pays. En 2006, la croissance, qui aurait dû atteindre 6 %, n'a atteint que 0,6 % et le secteur touristique a de nouveau fléchi.
En 2022, le magazine britannique Euromoney sur le risque pays a classé le Liban 170e sur 174.
La dette publique libanaise s'élève en 2019 à environ 80 milliards de dollars, soit 150 % du produit intérieur brut (PIB) du pays. Payer les intérêts chaque année exige d'y consacrer près de 10 % du PIB, soit plus de 5 milliards de dollars Le journaliste Jean-Pierre Séréni, ancien rédacteur en chef de L'Express, relève que « la dette libanaise a une originalité : elle est pour l'essentiel détenue par des Libanais, banques et particuliers. Les étrangers y tiennent un rôle mineur. Cette mainmise des riches Libanais sur « leur » dette ne doit rien à leur patriotisme, mais tout à l'esprit de lucre qui les anime. Les rendements y sont élevés et surtout sans risque, en raison de la parité de la monnaie nationale avec le dollar américain (1 dollar pour 1 507 livres) qui est fixe. Prêter des livres ou des dollars revient au même, le créancier ne court aucun danger de change. »
Les principaux secteurs d'activités dans le PIB sont à 75 % pour les services et le commerce, à 20 % l'industrie, et à 5 % l'agriculture.
La corruption ronge l'économie du pays dans les différents secteurs. En 2019, le Liban est classé à la 138e place dans le classement de l'ONG Transparency International qui évalue la perception de la corruption dans un pays.
Une étude du Laboratoire sur les inégalités mondiales constate de fortes inégalités de revenus au Liban : 0,1 % des Libanais les plus fortunés – environ 3 000 individus – gagnent autant que les 50 % les plus pauvres, qui touchent 10 % du revenu national. La fortune des milliardaires libanais représente près d'un quart du revenu national selon les classements des magazines Forbes et Arabian Business.
Le pays connait depuis 2019 la plus grave récession économique de son histoire, accompagnée d'une dépréciation de 90 % de la livre libanaise par rapport au dollar américain et d'une inflation record qui pousse 80 % de la population sous le seuil de pauvreté. En 2020 et 2021, l'économie du Liban s'est effondrée, entraînant un approvisionnement erratique de carburant, des coupures quotidiennes d'électricité, un exode massif des jeunes diplômés, un accès difficile aux soins, à l'alimentation et au logement et une dégradation des infrastructures. Pourtant, la crise économique a été profitable aux plus privilégiés, notamment du fait du retrait de l'État de la sphère économique. Selon Forbes, les milliardaires libanais ont tous vu croître leur richesse depuis le début de la crise en 2019.
En 2024, le Liban est classé en 94e position pour l'indice mondial de l'innovation.

### Agriculture
Le Liban dispose d'une situation très enviable pour l'agriculture, vis-à-vis de ses voisins, sur le plan de la disponibilité en eau et de la fertilité des terres. De fait, le Liban a la plus grande proportion de terres arables de tous les pays arabes, ce qui lui permet une variété de cultures. Les principales cultures sont les fruits et légumes, le tabac, les olives et le blé.

Dans les années 1970, l'agriculture contribuait approximativement à 30 % du PIB libanais, en 2017, elle n'y contribuait qu'à hauteur de 5,7 % (soit environ 2,5 milliards de $ USD), la production agricole a même reculé de 12 % entre 1970 et 2008, là où celle de l'Union européenne sur la même période a par exemple augmenté de 562 %). Cette baisse est probablement imputable à la guerre civile libanaise sur la période 1975-1990 et à un manque de compétitivité de l'agriculture du pays, faute de financement suffisant de la part de l'État pour l'être (l'agriculture reçoit moins d'1 % du budget national en 2015).

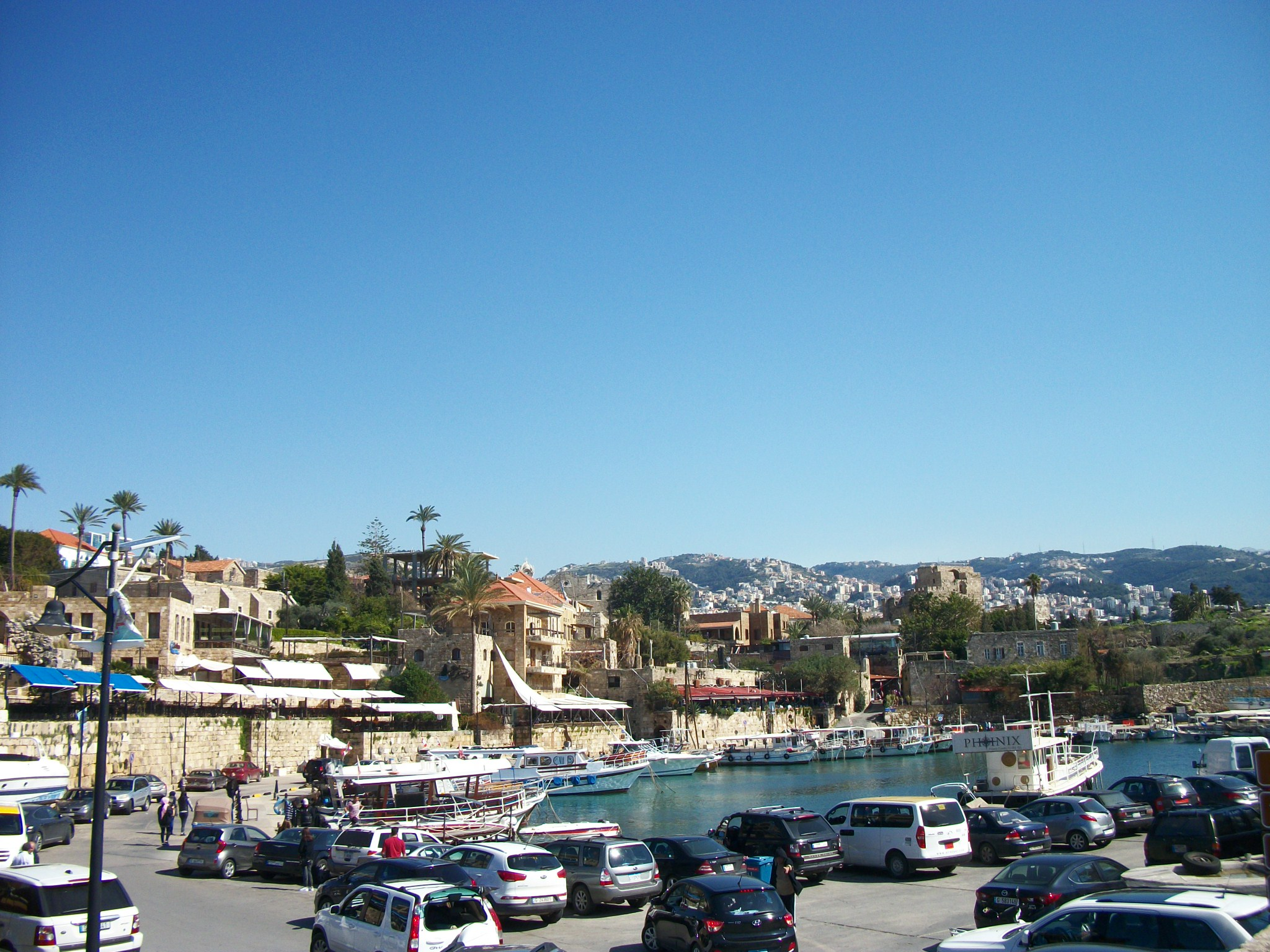
Port de Byblos, l'un des ports les plus anciens du monde.

### Tourisme

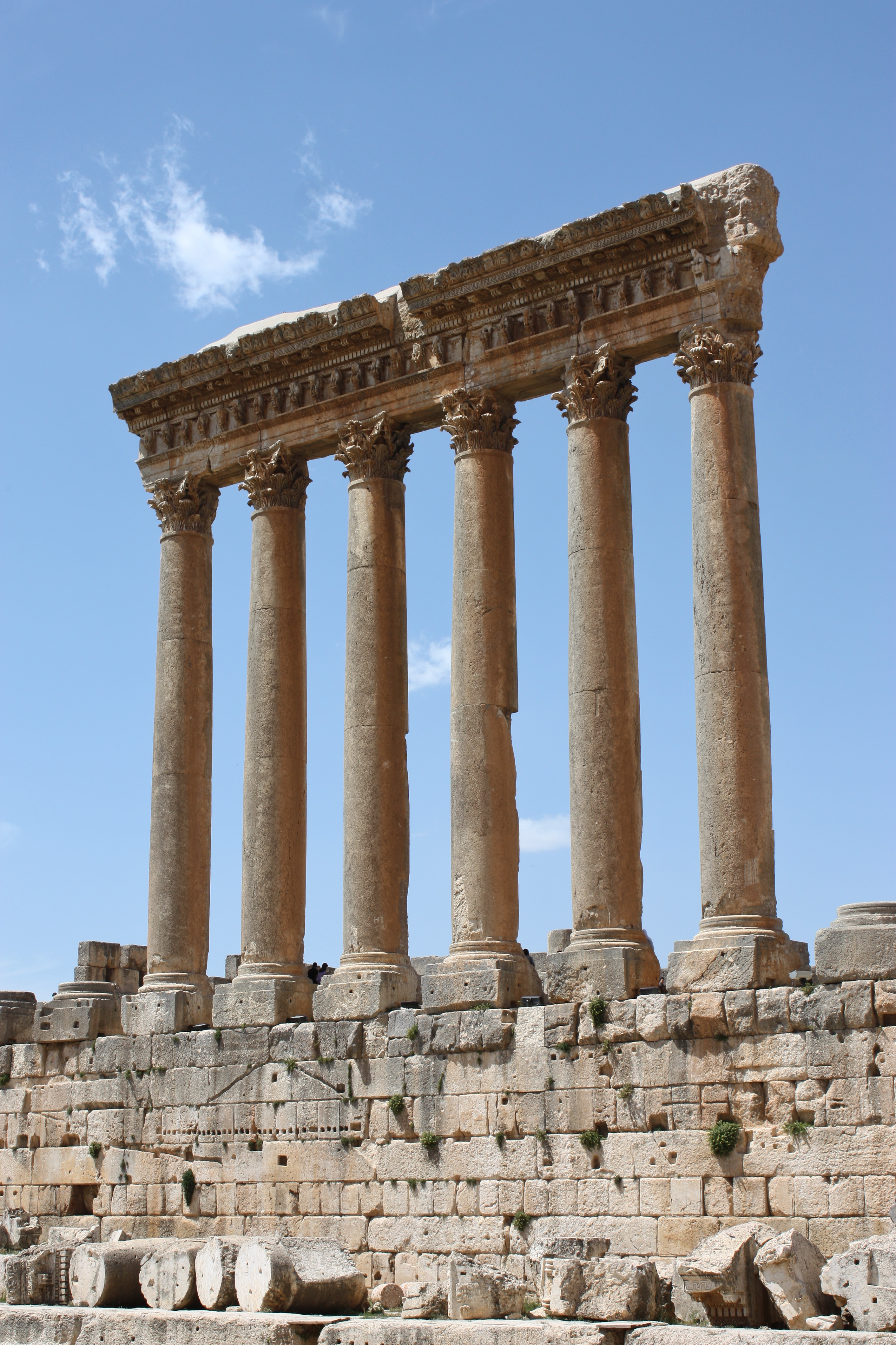
Le temple de Jupiter, dans le complexe religieux de Baalbek, au Liban.

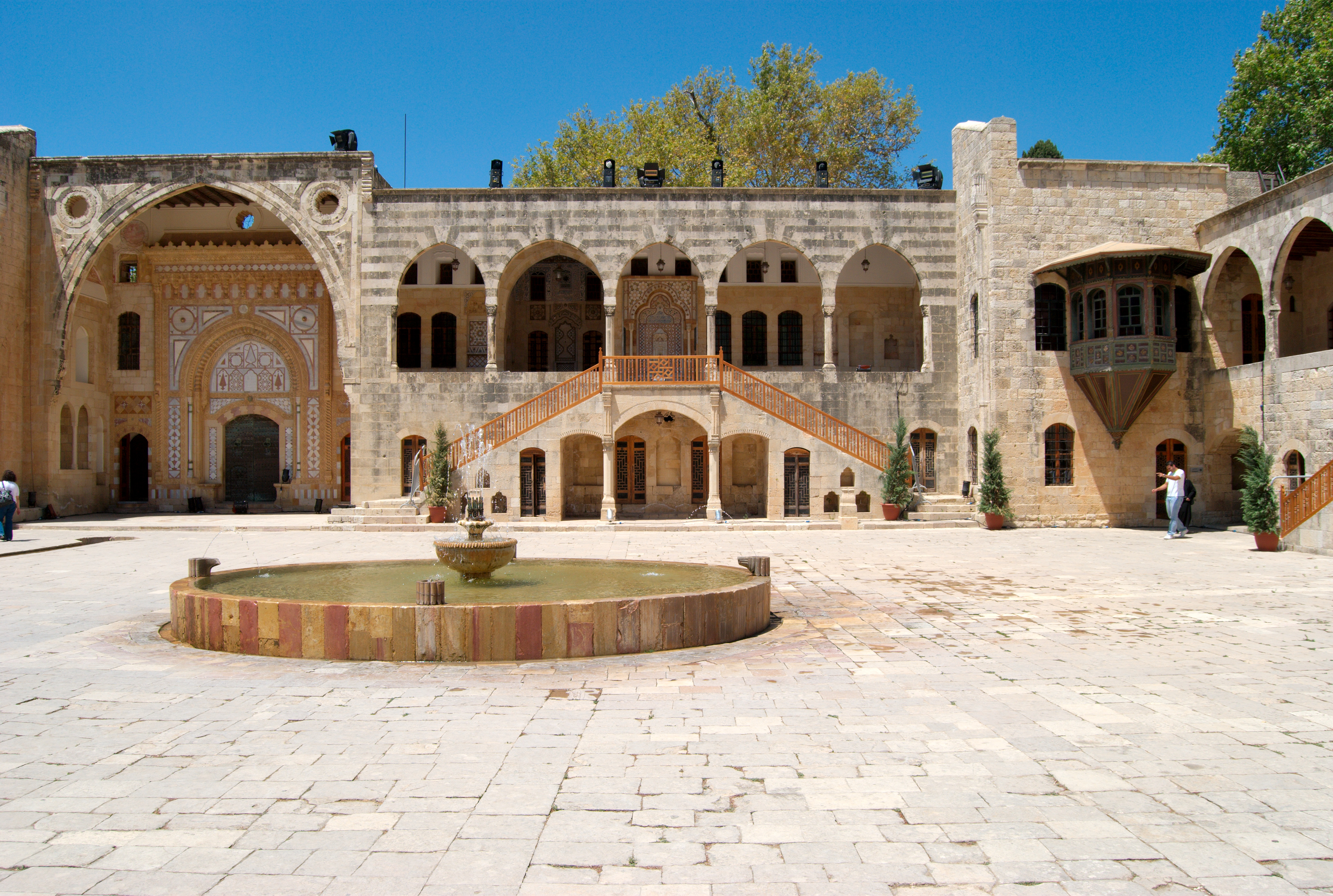
Cour intérieure du Palais Beiteddine.

En 2009, le Liban a accueilli plus de deux millions de touristes et le New York Times a classé le pays comme destination touristique de l'année. Selon le ministère du Tourisme le secteur représentait environ 20 % du PIB, les visiteurs viendraient majoritairement des pays du Golfe et d'Europe. Toutefois, depuis la fin de la guerre civile, le secteur touristique souffre d'instabilité régionale, d'un environnement en constante dégradation et d'un manque d'encadrement public et juridique.
Les principaux sites touristiques sont, par ordre alphabétique :
- Anjar : ancienne ville omeyyade, la seule du Liban actuel, inscrite au patrimoine mondial de l'UNESCO. Ruines du Grand Palais, de la Mosquée, et du Petit Palais.
- Baalbek : ancienne ville phénicienne, elle fut nommée Héliopolis par les Romains. Elle est inscrite au patrimoine mondial de l'UNESCO pour ses extraordinaires ruines romaines: la Grande Citadelle, le temple de Bacchus (Dieu de la vigne), le temple de Vénus, Le temple de Jupiter consacré à trois divinités (Hadad, Atargatis, sa femme et Mercure, leur fils).
- Batroun : château croisé (Fort de Mseilha), vieux port, rempart datant de l'époque phénicienne, amphithéâtre et hippodromes romains, anciennes tombes.
- Bcharré : ville de Gibran Khalil Gibran. Située dans les montagnes à 1 400 m d'altitude, sur le bord de la vallée de la Kadisha. Elle est à proximité de la forêt des cèdres millénaires du Liban. À Bcharré on pratique le ski alpin sur les hautes montagnes enneigées et le ski de fond dans les sentiers boisés ainsi que le parapente l'été. Le musée de Gibran présentent ses toiles (originales). On peut voir aussi sa tombe ainsi qu'une tombe phénicienne à proximité. En allant à la station de ski des Cèdres, on peut passer voir la grotte de Kadisha et admirer l'abondance de l'eau dans la région.
- Beaufort : ancien château croisé construit sur un « nid d'aigle » au Sud-Liban.
- Béchouate : lieu de pèlerinage interreligieux depuis août 2004[63].
- Beiteddine : palais (fin XVIIIe siècle), résidence d'été du Président de la République Libanaise, musées et jardins, qu'en tout temps on peut visiter.

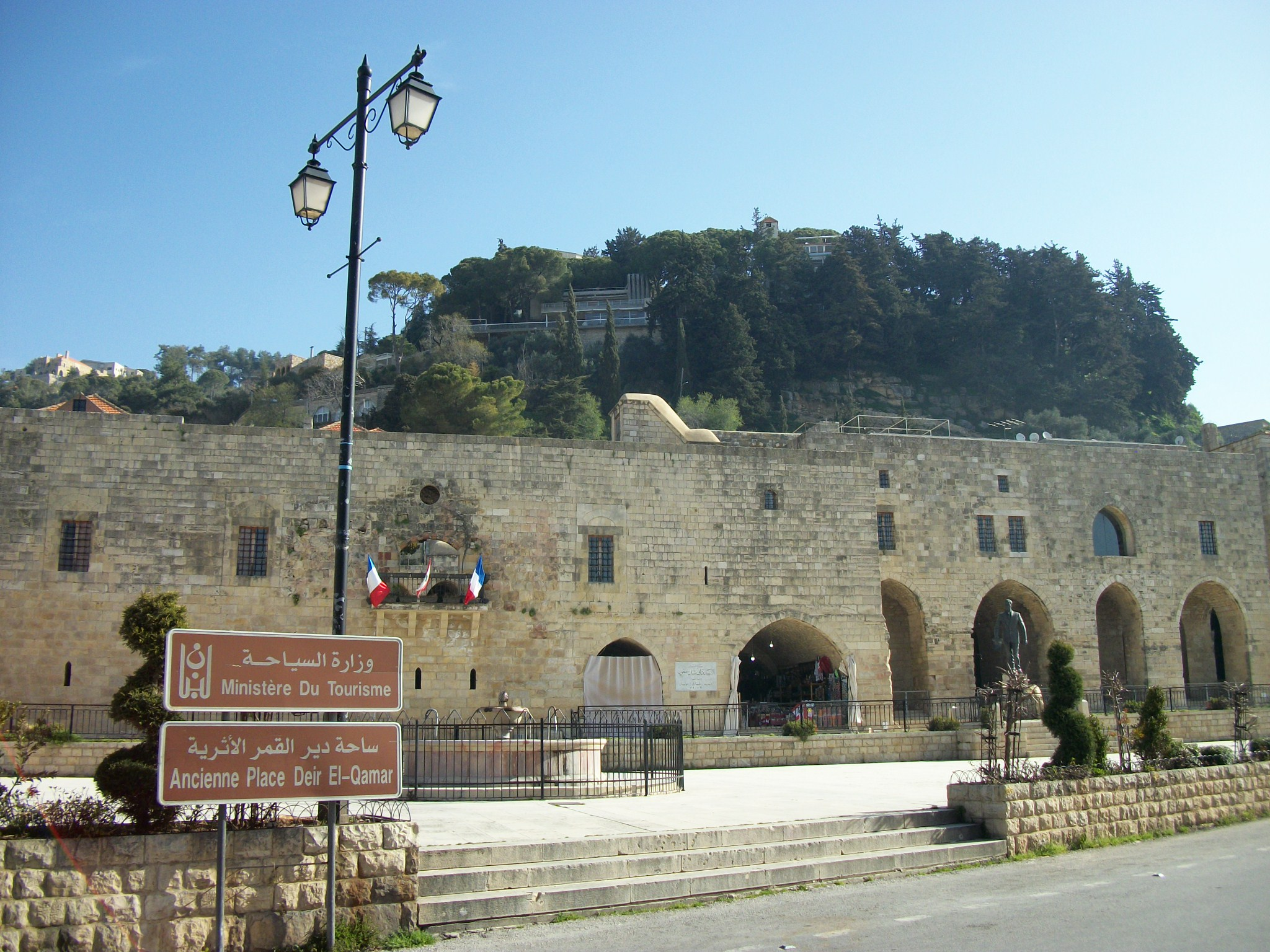
Ministère du tourisme à Deir El-Qamar.

- Beyrouth : les cinq colonnes romaines, les thermes romains et les bains publics, les mosaïques byzantines exposées aujourd'hui au National Museum de Beyrouth, le Grand Sérail, l'Hôpital militaire ottoman, la Tour de l'Horloge, la mosquée d'Omar (d'abord connue sous le nom de cathédrale Saint Jean), Zawiyat ibn al-Arraq (1517), la mosquée Emir Assaf (en), la mosquée Emir Mounzer (en), la cathédrale grecque orthodoxe Saint Georges (1867), Gemmayzé (quartier célèbre pour sa vie nocturne, des centaines de pubs).
- Byblos (ou Jbeil) : véritable « joyau » archéologique et touristique, avec notamment le « Mur primitif » et les fondations du temple al-Shaped, les 9 tombes royales…
- Deir-el-Qamar : ancienne capitale de l'émirat du Mont-Liban, le village conserve un aspect pittoresque remarquable, avec des maisons typiques en pierre. Le village est classé monument historique depuis 1945.
- Harissa (Jounieh) : lieu de pèlerinage. Immense statue Notre-Dame du Liban ou La Vierge du Liban, 1904, près d'une chapelle et d'une cathédrale, téléphérique
- Hermel : au nord du Liban, sur les bords de l'Oronte. Activités sportives de Haute-Montagne.
- Jeita : grottes extraordinaires longues de 650 mètres, sur deux niveaux.
- Jezzine : ville du Liban du Sud. Ancien grenier des Phéniciens qui y cachaient leurs trésors pendant les guerres, Jezzine est aujourd'hui le centre administratif et politique d'un caza qui s'étend sur un site boisé. Cascade impressionnante et artisanat local (coutellerie).
- Mzaar Kfardebian : l'un des plus grands villages du Liban. S'étendant de 600 m d'altitude jusqu'à 2 850 m, il contient les ruines de Faqra, et Mzaar, l'une des plus importantes pistes de ski du monde. Il comporte des sources d'eau et le Wadi Salib[Quoi ?].
- Marjayoun : ancien château croisé, la Forteresse de Beaufort.
- Sidon (Saïda) : l'une des plus célèbres cités-états de Phénicie. Son histoire remonterait à plus de 4 000 ans avant Jésus-Christ. Temple d'Eshmoun (VIIe siècle av. J.-C.), la ville médiévale, le Khan el-Franj, le Château de la mer, le Château Saint-Louis.Vue panoramique de Zahlé, au Liban, vue du Wadi Al Aarayesh.

Vue panoramique de Zahlé, au Liban, vue du Wadi Al Aarayesh.

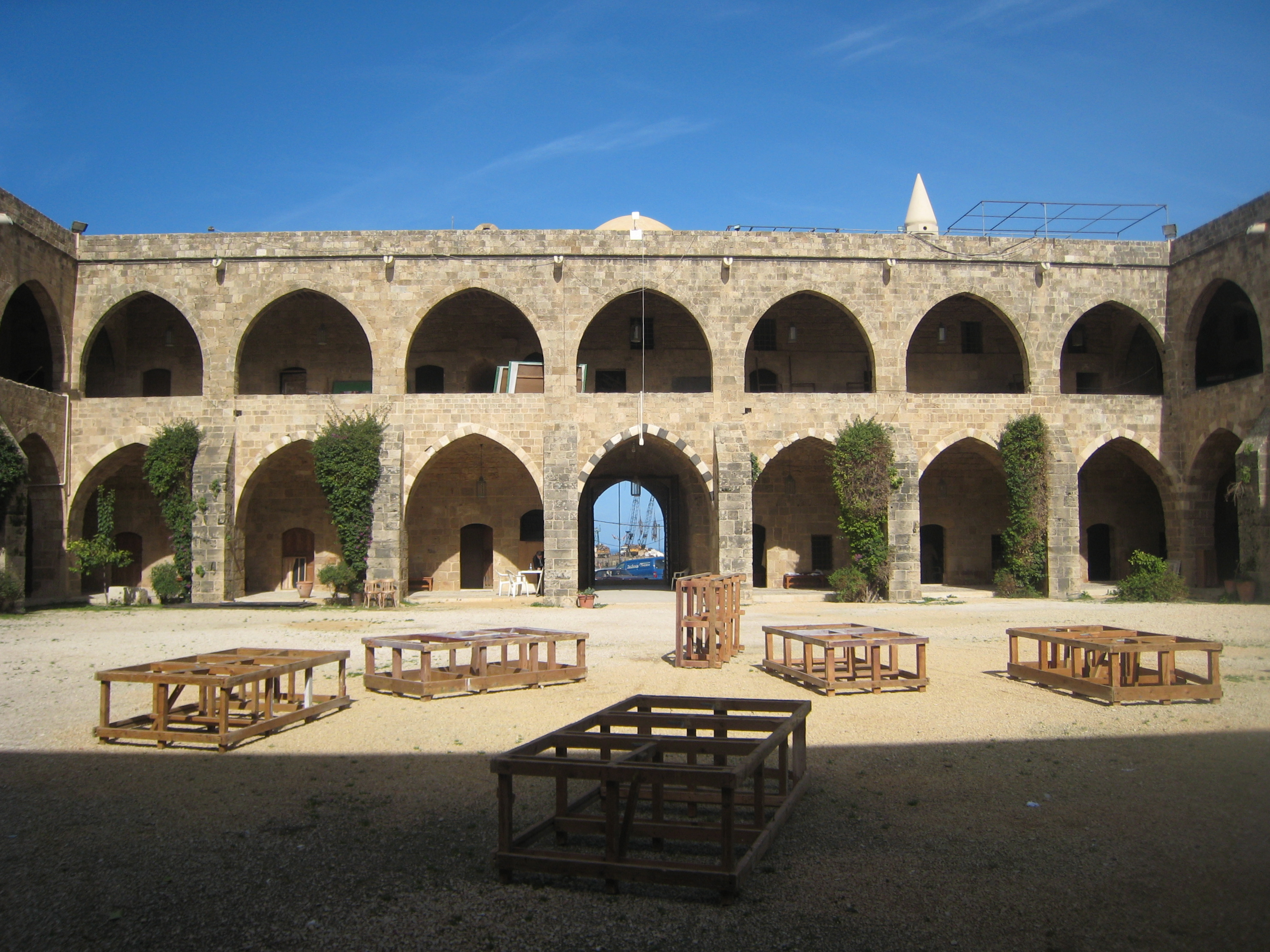
Le khan el-Franj à Sidon en 2009

- Tannourine : région pleine de verdure et de montagnes avec un climat froid au nord du Liban.
- Tibnine : grand château, le Toron des chevaliers, principale base de la Finul au sud Liban.
- Tripoli : la citadelle Saint-Gilles, l'église Saint-Jean, la Grande Mosquée (1294), la mosquée Taynal (en) (1336), la mosquée Al-Mualaq (milieu du XVIe siècle), la mosquée Burtasiyat Madrassa (XIVe siècle), le hammam izz ed-Dine (1298) en restauration, le hammam el-Abed (XVIIe siècle), le hammam al-Jadid ou « nouveau bain » (1740), le souk al-haraj (XIVe siècle), la Tour du Lion construite au (XVe siècle).
- Tyr : ancienne cité-état phénicienne fondée selon Hérodote en 2750 avant Jésus-Christ. Inscrite au patrimoine mondial de l’Unesco. Vieux port phénicien, routes romaines et byzantines, nécropole, hippodromes romains, aqueducs romains, remparts de la ville.
- Vallée de la Kadisha : la « Vallée Sainte », inscrite au patrimoine mondial de l'UNESCO est un haut-lieu de la chrétienté orientale. Ce site très accidenté est couvert de monastères dont certains remontent aux premiers temps du Christianisme.
- Zahlé : capitale de la Bekaa et vraisemblablement la plus grande ville chrétienne du Moyen-Orient. Célèbre pour sa gastronomie (son mezzé). Restaurants sur les rives du fleuve Nahr el-Berdawni. Statue de la Vierge offrant une vue panoramique sur la plaine de la Bekaa.

En vue de développer le tourisme dans l'arrière-pays et contribuer à son développement économique, le Liban s'est doté d'un sentier de longue randonnée pédestre dénommé « Lebanon Mountain Trail (LMT) » dont le parcours relie 76 villes et villages étapes du Mont Liban et de l'Anti-Liban.

### Transport
La voiture est le moyen de transport le plus utilisé au Liban. Le nombre moyen de voitures au Liban est 2 voitures par famille. L'État ne procure pas des transports publics partout au Liban, toutefois, on peut toujours trouver des taxis et bus privés pour se déplacer.[réf. nécessaire]

### Écologie et recyclage
Plusieurs organisations non gouvernementales libanaises (dont Bahr Loubnan), avec l'appui grandissant du Ministère de l'écologie national, œuvrent à la préservation de la biodiversité, à la lutte contre la pollution et à la promotion d'une gestion durable du littoral et de la mer,, toutefois, la société libanaise ne prend pas vraiment action pour une vie plus écologique et durable.

## Démographie

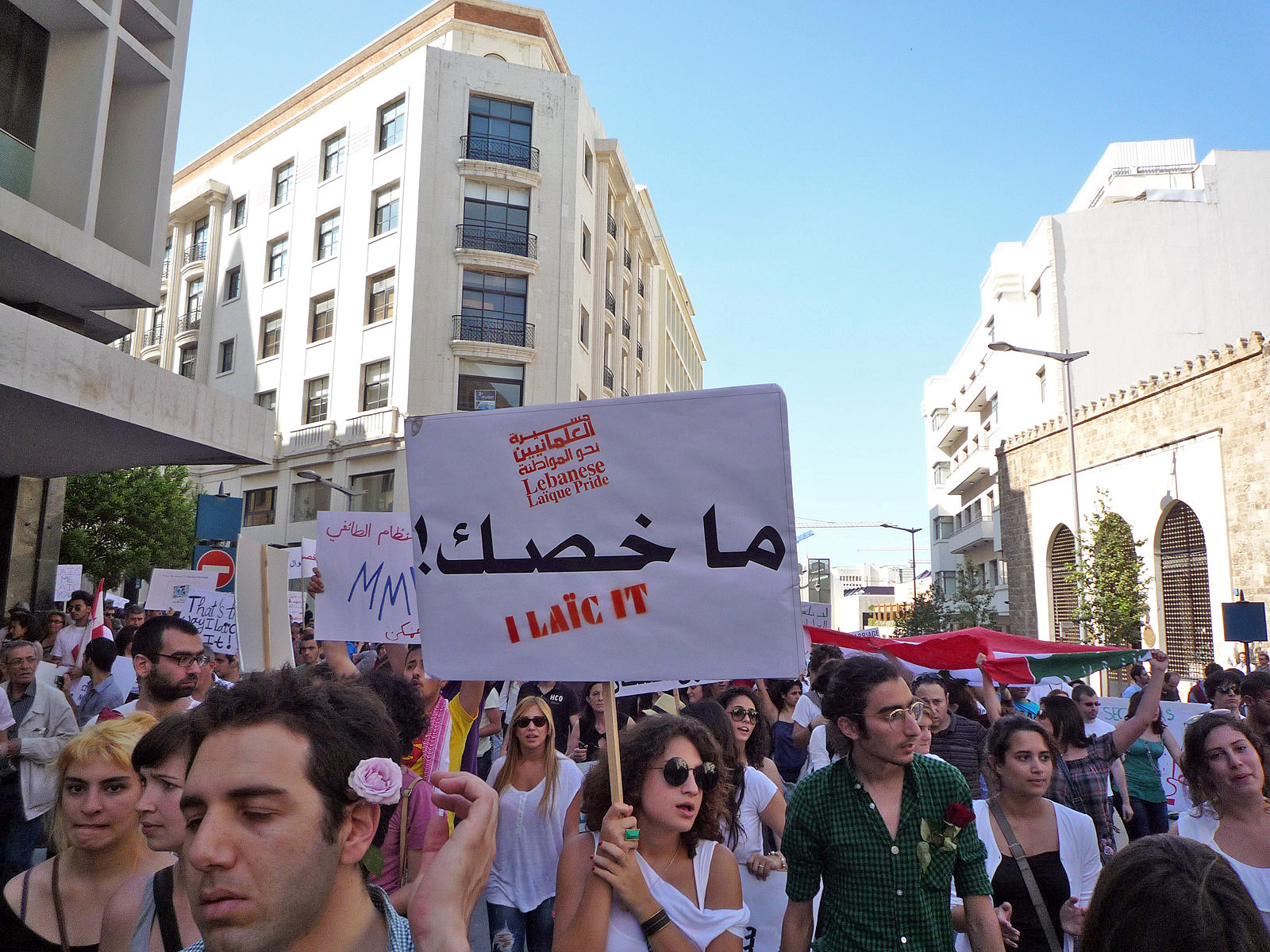
Manifestation à Beyrouth en faveur de la laïcité en 2010.

Son emplacement géographique, sa richesse en eau, ses montagnes dominant le Proche-Orient, son ouverture sur la Méditerranée et son climat tempéré, lui donnent une importance stratégique, économique, politique et militaire. C'est pour cela qu'il a été le lieu d'un brassage d'une multitude de civilisations et de cultures.
La population du Liban est estimée à 6,2 millions d'habitants en 2016 d'après The World Factbook publié par la CIA, 6,6 millions d'habitants en 2018 selon l'Organisation des Nations unies[source insuffisante], puis 5,3 millions en 2022. Il est à noter que ces chiffres sont des estimations car aucun recensement n'a eu lieu depuis le mandat français en 1932.
Selon le World Refugee Survey 2008 publié par le Comité américain pour les réfugiés et les immigrants, le Liban abritait environ 325 800 réfugiés et demandeurs d'asile en 2007. De ce nombre, 270 800 étaient des Palestiniens arrivés après leur expulsion de l'État d'Israël en 1948, 50 200 étaient des Irakiens ayant fui la violence en Irak et la situation d'insécurité en Syrie et 4 500 étaient des Soudanais pour la plupart non reconnus.
L'Union européenne estime en 2020 que le Liban a accueilli plus de 1,5 million de réfugiés depuis que la guerre a éclaté en Syrie en 2011, ce qui représenterait environ 30 % de la population du pays

### Religions

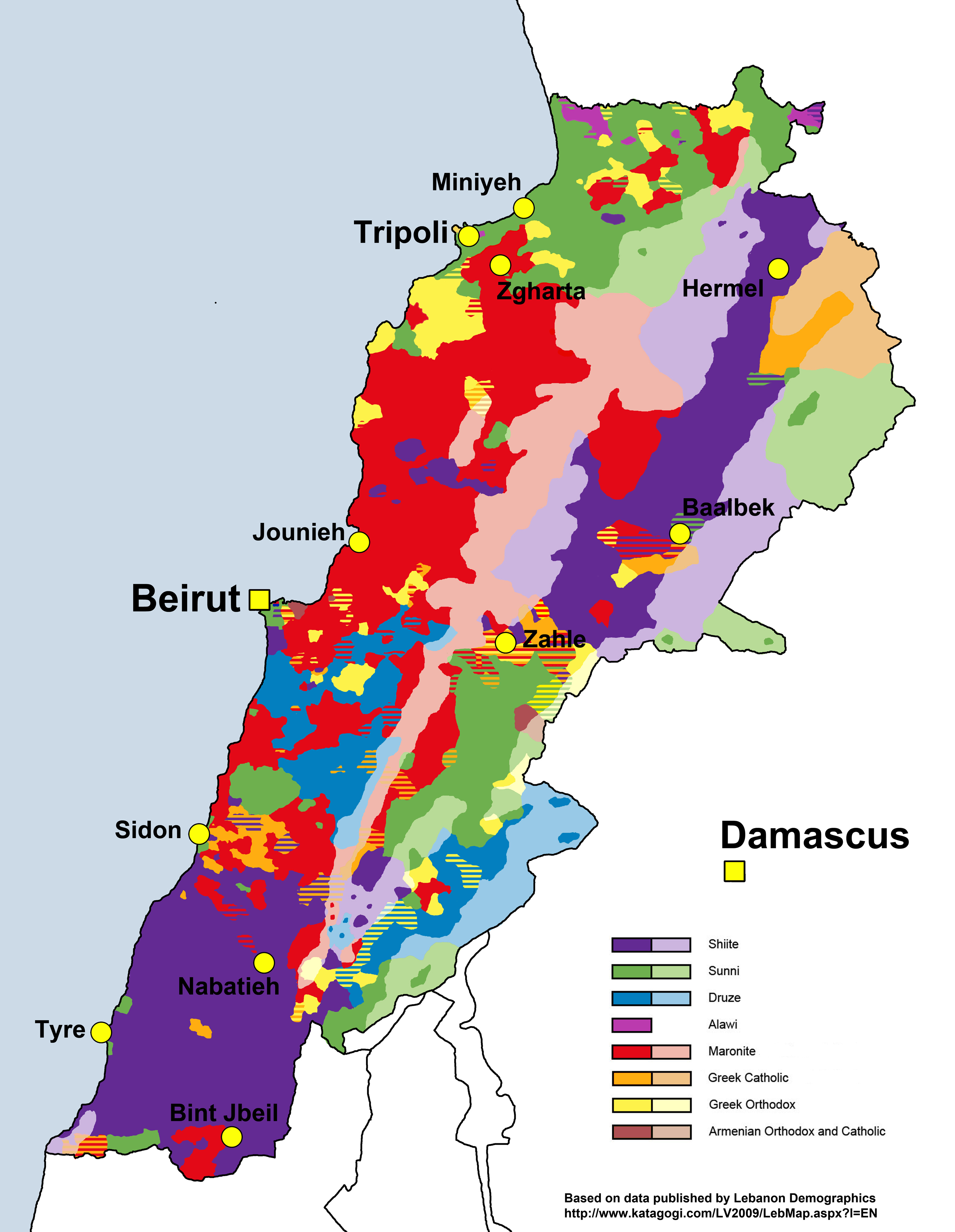
Carte indiquant la répartition des confessions religieuses.

La constitution libanaise garantit la liberté de culte pour toutes les religions. Le Liban est un des pays qui possède la diversité religieuse la plus importante au monde. Il y a 18 cultes reconnus officiellement par l'État libanais mais beaucoup plus ne sont toujours pas reconnus (comme certains cultes protestants ou le bahaïsme).
Il est difficile d'établir des statistiques sur la répartition des religions du fait de l'absence de recensement depuis 1932. À l'époque, les maronites (une église catholique d'Orient) étaient majoritaires[réf. nécessaire]. En 2020, selon The World Factbook publié par la CIA, la répartition confessionnelle nationale serait de 34 % de chrétiens, 61 % de musulmans (dont 30,6 % de sunnites et 30,5 % de chiites) et 5,2 % de druzes, 18 confessions étant reconnues par l'État. Selon le recensement électoral de 2005, la répartition était de 60 % de musulmans (dont environ 31 % de chiites et 29 % de sunnites), 35 % de chrétiens (dont environ 20 % de chrétiens maronites, 12 % de grecs orthodoxes, 3 % de chrétiens apostoliques et autres catholiques) et 5 % de druzes.
Les communautés confessionnelles sont :
- parmi les musulmans : les communautés chiite, sunnite, alaouite, soufie[101], ismaélienne. Des mouvements religieux issus de schismes avec l'islam : bahaïsme[102] et ahmadisme[103] ;
- parmi les chrétiens : les maronites, les grecs orthodoxes, les melkites (ou grecs-catholiques), les catholiques romains (de rite latin), les protestants, et les autres comme les arméniens apostoliques, les arméniens catholiques, les syriaques catholiques, les syriaques orthodoxes, les coptes, les assyriens et les chaldéens ;
- la communauté druze ;
- Une minorité zoroastrienne[104] ;
- la communauté juive[99] ;
- les religions orientales : le bouddhisme et l'hindouisme[99].

Au Moyen Âge, beaucoup de chrétiens se seraient mélangés avec les croisés. Des historiens ont remis en question ou critiqué ces vues. Cependant, des études génétiques effectuées par Pierre Zalloua en 2006 sous le patronage de la National Geographic Society ont démontré que c'est plus globalement les habitants des côtes (à l'ouest du pays) qui descendent des Phéniciens. Ces recherches se sont basées sur des tests d'ADN prélevés sur un échantillon de Libanais de toutes confessions et comparés à des prélèvements faits sur des momies phéniciennes. Ces tests d'ADN prouveraient aussi qu'il y a bien eu un mélange des populations locales avec les croisés, et que les populations côtières descendent majoritairement des Phéniciens, qu'ils soient musulmans ou chrétiens, ainsi c'est à Tyr, région côtière majoritairement musulmane que l'on retrouve le plus grand nombre de descendants de Phéniciens. Inversement les chrétiens ne résidant pas à l'Ouest du pays possèdent des ADN remontant aux Arabes.
Il reste au Liban une petite communauté juive composée d'environ 100 personnes ; la plupart des Libanais juifs ont choisi de quitter le pays en raison de la guerre civile.
Les chiites sont concentrés au Sud et au Nord-Est de la Bekaa, tandis que les plupart des sunnites sont à Beyrouth et au Nord. Les chrétiens sont éparpillés un peu partout au Liban, alors que les Druzes se partagent le Chouf avec les chrétiens, vers Beit-ed-Dine.
- Villes à majorité chiite : Banlieue sud de Beyrouth, Tyr, Nabatieh, Baalbeck, Kfar-Melki, Naquoura, Bent-el-Jbeil, Bazouriyeh, Qana, Abbassiyyeh, Ainata, Yaroun…
- Villes à majorité sunnite : Ouest de Beyrouth, Saïda, Tripoli, Halba, Bebnine, Menieh, Denieh, banlieue de Zahlé, Jebjanine, Yarin, Barja, Chehim, Arssal, camps de réfugiés palestiniens…
- Villes à majorité chrétienne : Est de Beyrouth (colline d'Achrafieh) (majorité de grecs-orthodoxes), Banlieue Est de Beyrouth, Jounieh (majorité de maronites), Deir-el-Qamar, Zahlé (majorité de melkites grecs-catholiques), Bécharré (majorité de maronites), Zgharta (majorité de maronites), Ehden (majorité de maronites), Tannourine (majorité de maronites), Batroun (majorité de maronites), Jbeil (majorité de maronites), Jezzine (majorité de maronites et de melkites), Est de Saïda (majorité de melkites grecs-catholiques), Amioun (majorité de grecs-orthodoxes), Baabda…
- Villes à majorité druze : Baakline, Beit-ed-Dinne, Choueiffat, Aley…

Au Liban, un mouvement laïc émerge et prend de l'ampleur au sein de la société civile libanaise pour protester contre le système confessionnel libanais, et les différences et injustices qu'il engendre sur la population libanaise. Ce mouvement plaide pour une sécularisation de l'État libanais, et notamment pour une laïcisation des lois sur les statuts personnels.

### Langues
L'arabe, langue officielle parlée au Liban appartient à un groupe de dialectes appelé syro-libano-palestinien. Relativement proche de l'arabe standard moderne, il en diffère cependant par certains points, ayant reçu des influences diverses dont des différents dialectes arabes orientaux, du turc et du syriaque mais aussi du français. La loi autorise l'utilisation du français pour certains documents officiels.
Le français, introduit par les congrégations religieuses au XIXe siècle a été déclaré langue officielle au même titre que l'arabe par la Constitution de 1926, avant de perdre ce statut. L'emploi de la langue française est conditionné par l'article 11 de la Constitution du Liban du 9 septembre 1943 : « L'arabe est la langue nationale officielle. Une loi spéciale déterminera les cas où il sera fait usage de la langue française. »
Les influences régionales et les différentes occupations au cours des siècles pourraient expliquer pourquoi tant de langues différentes sont parlées au Liban. De plus, en raison de l'importante communauté libanaise expatriée et de la place du Liban dans le monde des affaires, la maîtrise de langues étrangères autres que l'arabe a toujours été de première importance. C'est pourquoi beaucoup de Libanais parlent couramment le français et/ou l'anglais. Cependant, les dernières décennies ont vu par ailleurs un développement significatif de l'anglais.
Les principales langues d'enseignement au primaire sont le français (68 %) et l'anglais (32 %), tandis qu'au secondaire, les pourcentages sont inversés. Dans le cycle supérieur, le français occupe 55 % de l'enseignement ; l'anglais et l'arabe se partagent le reste.

Première langue « étrangère » en usage au Liban, le français est à la fois langue de culture, d'enseignement et de communication. 45 % de la population libanaise est entièrement ou partiellement francophone et 55 % des Libanais ignorent totalement cette langue. Le Liban compte 30 % d'anglophones. À la suite d'accords linguistiques successifs entre la France et le ministère de l'Éducation, deux tiers des élèves de l'enseignement primaire sont scolarisés dans des établissements, publics ou privés, dont la langue d'enseignement des sciences et des mathématiques est le français. La connaissance et le niveau de français au Liban ne sont pas homogènes entre les différentes institutions scolaires, et la scolarisation dans des écoles bilingues ne garantit pas un bilinguisme à l'âge adulte. L'avenir de la langue française au Liban dépend du renforcement de nombreux facteurs, dont le niveau de formation des enseignants,, et l'emprise de l’audiovisuel en langue française[réf. nécessaire].

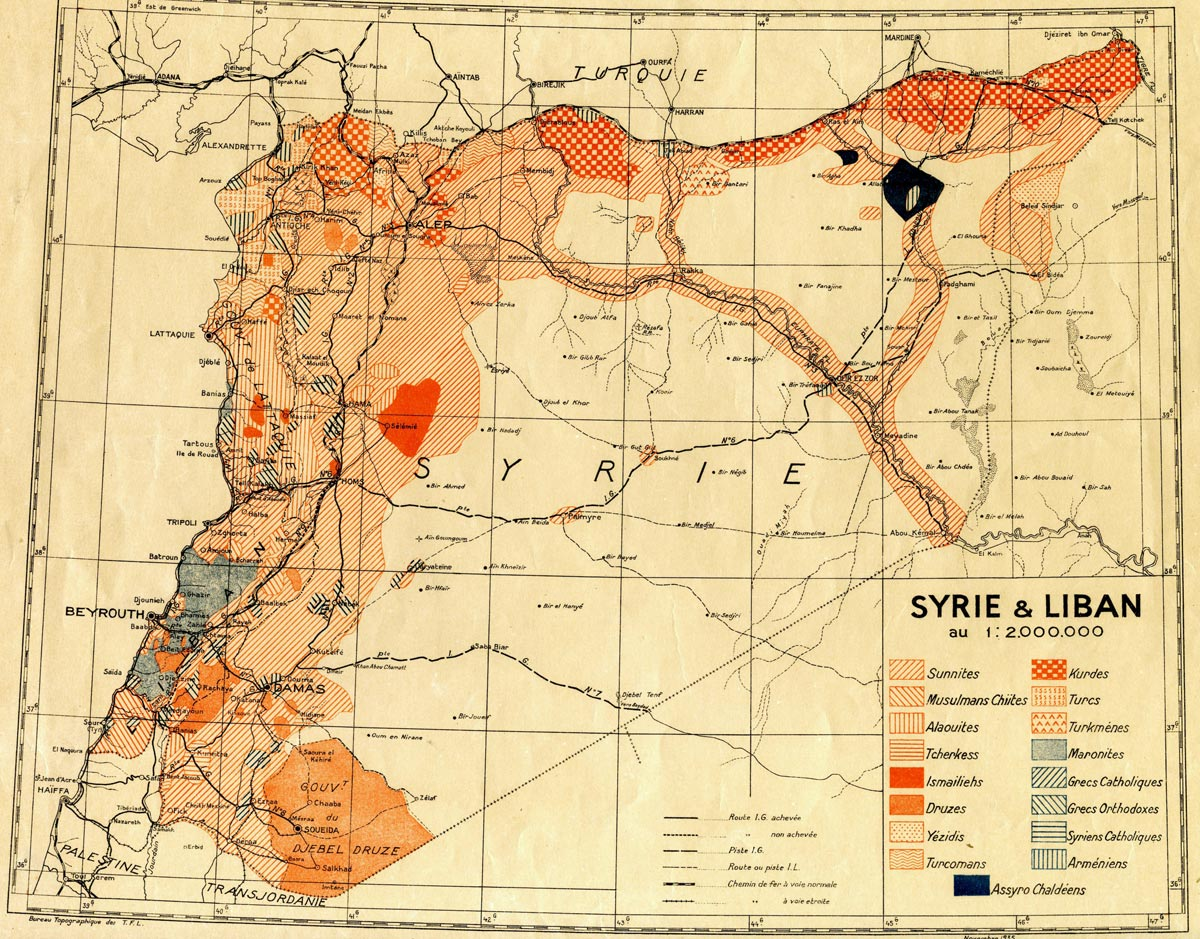
Carte des communautés religieuses et ethniques en Syrie et au Liban en 1935.

## Culture
La culture libanaise est issue du croisement de nombreuses cultures à travers les milliers d'années que compte son histoire. Influencé à l'origine par les Phéniciens, le Liban est conquis et occupé, par ordre chronologique, par les Assyriens, les Perses, les Grecs, les Romains, les Arabes, les Croisés, les Turcs ottomans et plus récemment par les Français. La culture libanaise a emprunté à travers les millénaires de son histoire des éléments culturels de chaque occupant. La diversité de la population libanaise, composée de différents groupes ethniques et religieux, a contribué au développement de festivals, de styles de musique et de littérature aussi bien que de la cuisine.

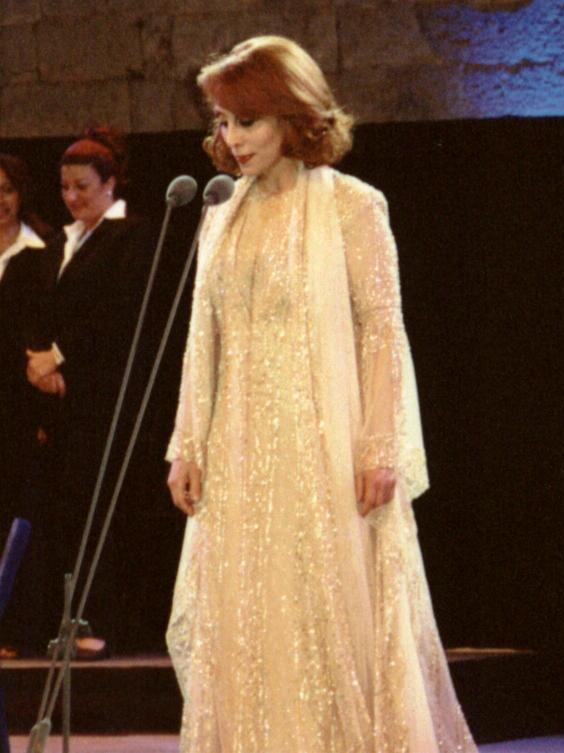
Feyrouz, la diva libanaise.

### Identité libanaise
Au-delà des différences liées à l'importance institutionnelle et politique des communautés, un ensemble de traits structurants communs aux Libanais sont identifiables : l'arabité linguistique, l'autonomie politique, l'histoire commune et, pour nombre d'entre eux, la francophonie.
Ainsi, l'entité libanaise trouve-t-elle toute sa raison d'être à travers l'expérience du dialogue des religions. À l'heure de la mondialisation, elle peut offrir un lieu privilégié de rencontre entre l'Occident et l'Orient et de pluralisme culturel constituant un patrimoine commun. La quête millénaire de l'identité libanaise doit donc transcender des éléments disparates relevant d'un même ensemble cohérent pour assurer cette fonction d'être un espace de communication, d'autonomie, d'ouverture, de rayonnement, de solidarité et de «résistance culturelle». C'est pourquoi Ghassan Tuéni a écrit « ne pas refaire le Liban, c’est renoncer définitivement au seul lieu géographique où le dialogue concret entre l’Islam et la Chrétienté peut encore être tenté dans la politique vécue au quotidien ».
L'écrivain libanais Amin Maalouf a d'ailleurs fait de l'« identité » le thème de prédilection de son essai Les Identités meurtrières. Il y décrit l'identité comme une panthère qu'il faut apprivoiser par le principe de réciprocité. Enfin, il relate les dangers du « vote identitaire » dans une démocratie, qui ne ferait qu'encourager la ségrégation entre races et communautés, et invite les citoyens et politiciens à faire coexister pacifiquement les identités dans un contexte riche et un patrimoine commun.
Par ailleurs, quelle que soit leur confession, les Libanais de l'étranger ont davantage conscience des liens qui les unissent et de leur identité commune. La diaspora, active et influente, conserve des liens privilégiés avec ses origines en injectant de l'argent et son savoir-faire, et est avide de culture libanaise.

### Gastronomie
Le taboulé est la salade la plus populaire de la cuisine libanaise, à base de persil et de tomate. Le kibbeh, fait de boulghour et de farce de viande hachée et épicée grillée, est aussi populaire. Le Mankouche libanais est composé de pâte similaire à la celle de la pizza, garnie de fromages ou de Zaa'tar ou viande.
Parmi les desserts, le mouhallabié est une crème composée de lait parfumé à l'eau de fleur d'oranger, incorporant notamment pistaches, mastic (gomme naturelle), amandes, miel, ainsi qu'eau de rose.

### Fêtes nationales
| Date               | Événement                                |
| ------------------ | ---------------------------------------- |
| 1er janvier        | Jour de l'an                             |
| 6 janvier          | Noël arménien                            |
| 25 mars            | Fête de l'Annonciation                   |
| 1er mai            | Fête des travailleurs                    |
| 6 mai              | Fête des Martyrs                         |
| 1er jour de Shawal | Fête de l'Aïd el Fitr                    |
| 1er août           | Fête de l'armée                          |
| 15 août            | Assomption de la Sainte Vierge           |
| 22 novembre        | Indépendance du Liban (22 novembre 1943) |
| 25 décembre        | Noël                                     |
| 9 février          | Saint Maron                              |

### Ordres et décorations
- Ordre du Cèdre
- Ordre du Mérite

### Littérature

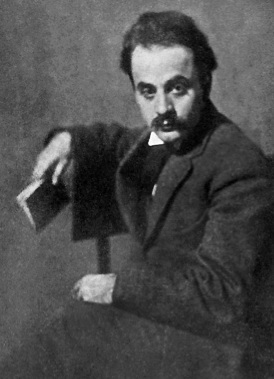
Gibran Khalil Gibran

Le Liban est le pays de naissance d'un des plus grands écrivains de la littérature arabe, Gibran Khalil Gibran (1883-1931), également poète d'expression anglaise, son ouvrage le plus populaire est Le Prophète, un ouvrage écrit en anglais composé de 26 textes poétiques.
Mikhail Naimy (1889-1988), est un écrivain, poète et philosophe, célèbre pour ses écrits religieux, notamment Le Livre de Mirdad, et sa poésie La Rivière Gelée (Al Naher Al Motajamed). Elia Abu Madi (1890-1957), est un poète libano-américain, Son poème le plus célèbre est « Je ne sais pas d'où, mais je suis venu ». L'écrivain et poète Maroun Abboud (en) (1886-1962) est surnommé le Voltaire libanais par le journal L'Orient-Le Jour, Son œuvre la plus célèbre est Conversations villageoises. Elias Abou Chabaki (1903-1947) est l'un des poètes les plus en vue de la première moitié du XXe siècle,. May Ziadé (1886-1941) est une écrivaine libanaise avec plusieurs ouvrages en arabe et en anglais. Elle est devenue plus célèbre aussi pour la relation platonique qui la liait à Gibran Khalil Gibran.
Amin Maalouf (né en 1949) est un écrivain franco-libanais. Dans son œuvre, il compare et confronte les points de vue de l'Orient et de l'Occident.

### Événements et festivals
- Festival international de Baalbek
- Festival international de Tyr
- Festival international des Cèdres[126]
- Festival de Mayrouba
- Festival de Beiteddine
- Festival international de Byblos
- Festival international de Jounieh
- Festival international de Batroun
- Festival international de Zouk Mikael
- Festival Al Bustan
- Festival international de Dbayeh
- Festival international de Kobayat (en)
- Beirut Holidays
- Ehdeniyat
- Zahle international festival[127]
- Festival de l'Arak de Zahle
- Beirut Art Fair
- Murex d'or
- Marche des fiertés de Beyrouth

### Sport
La géographie du Liban se prête à la pratique des sports en été comme en hiver. En automne et printemps, il est possible d'aller skier le matin puis de nager dans la mer Méditerranée l'après-midi. Dans les compétitions domestiques, le basket-ball et le football sont de loin les deux sports les plus populaires. Le Liban a accueilli les Jeux panarabes de 1997, la coupe d'Asie de football en 2000 ou encore les Jeux de la Francophonie de 2009.
Le Liban dispose de six stations de sports d'hiver comprenant des pistes de ski alpin, ski de fond, des circuits de raquettes à neige ou de motoneige (le fait de pouvoir y skier à la lumière du coucher de soleil sur la mer est un des éléments lui valant son nom de pays des contrastes). En été, il est possible de pratiquer du canoë, du cyclisme, du rafting, de la natation, voile ou spéléologie, tout comme la pratique de sports extrêmes est possible à travers le pays. Enfin, un marathon est organisé chaque année à Beyrouth.
Le basket-ball est le sport le plus populaire où la sélection masculine obtient de bons résultats, capable dans les années 2000 de défaire le Canada ou la France et de se qualifier aux championnats du monde en 2002, 2006 et 2010. Par ailleurs par trois fois la sélection est vice-championne d'Asie (2001, 2005 et 2007). Le joueur le plus connu est Fady El Khatib. En football, la sélection masculine est parvenue à disputer la dernière phase de qualification pour la coupe du monde 2014.
Concernant les Jeux olympiques, le pays a eu une présence régulière[Quand ?]. Il totalise quatre médailles (en lutte et en haltérophilie) mais aucune en or.

## Médias

### Journaux
Les principaux journaux libanais sont les suivants :
- Al Anwar
- Arab Week
- Al Massira
- An Nahar
- Assafir
- Al Watan Al Arabi
- NNA
- Al Akhbar
- Al Aman
- Al Intikad
- Al Moustakbal
- Al Sharq
- Al Tahawolate
- Al Takwa
- Adiyar
- Al Liwa
- Darraj
- L'Orient-Le Jour